# Tecklenburger Nordbahn
| Strecke der Tecklenburger Nordbahn |                                                              |                                             |                                             |
| Streckennummer (DB): | 9208                                                         |                                             |                                             |
| Kursbuchstrecke: | 222b (Osnabrück-Eversburg – Rheine Ibbenbürener Straße 1946) |                                             |                                             |
| Streckenlänge: | 46,6 km                                                      |                                             |                                             |
| Spurweite: | 1435 mm (Normalspur)                                         |                                             |                                             |
| Streckengeschwindigkeit: | 50 km/h                                                      |                                             |                                             |
| |                                                              |                                             |                                             |
| Bundesländer: | Nordrhein-Westfalen, Niedersachsen                           |                                             |                                             |
| Kategorisierung: | Nebenbahn, eingleisig, nicht elektrifiziert                  |                                             |                                             |
| Personenverkehr: | 1903–1965 Osnabrück–Mettingen 1905–1967 Mettingen–Rheine     |                                             |                                             |
| Güterverkehr: | Anschluss- und Durchgangsverkehr                             |                                             |                                             |
| \| \| \| Strecke nach Osnabrück Hbf \| \| \| \| \| \| \| \| \| 0,0 \| Osnabrück-Eversburg \| Osnabrück-Eversburg \| \| \| \| Strecke nach Rheine über Ibbenbüren \| \| \| \| \| Zechenbahn Piesberg und Hafenbahn Osnabrück \| \| \| \| \| Eversburger Landwehrgraben \| \| \| \| \| Landesgrenze NRW / Nds \| \| \| \| 1,06 \| Neue Einfädelung seit 1989 \| Neue Einfädelung seit 1989 \| \| \| \| Strecke nach Oldenburg \| \| \| \| 1,8 \| Büren \| Büren \| \| \| 3,0 \| ehem. Anschlussgleis zu diversen Firmen \| ehem. Anschlussgleis zu diversen Firmen \| \| \| \| Bundesautobahn 1 \| \| \| \| 4,2 \| Wersen \| Wersen \| \| \| \| Düte \| \| \| \| \| Düsterdieker Aa \| \| \| \| 7,8 \| ehem. Anschlussgleis Gabelin \| ehem. Anschlussgleis Gabelin \| \| \| 10,1 \| Westerkappeln \| Westerkappeln \| \| \| \| Mühlenbach \| \| \| \| \| Westerkappeln Kuckucksnest \| \| \| \| 14,0 \| Langenbrück (Kr Tecklenburg) \| Langenbrück (Kr Tecklenburg) \| \| \| \| Stollenbach \| \| \| \| 16,6 \| Mettingen (Westf) \| Mettingen (Westf) \| \| \| \| Ölmühlenbach \| \| \| \| 19,6 \| Schlickelde \| Schlickelde \| \| \| 20,8 \| Oberespel \| Oberespel \| \| \| \| ehm. Anschlussgleis Sandbrink \| \| \| \| \| Mittellandkanal \| \| \| \| 24,2 \| Recke \| Recke \| \| \| \| Mühlenbach \| \| \| \| \| Moorbach \| \| \| \| 27,1 \| Bad Steinbeck \| Bad Steinbeck \| \| \| \| Heupenbach \| \| \| \| 29,7 \| Zumwalde \| Zumwalde \| \| \| 31,4 \| Uffeln \| Uffeln \| \| \| 32,0 \| Abzw zum Mittellandkanal \| Abzw zum Mittellandkanal \| \| \| \| Ibbenbürener Aa \| \| \| \| 35,0 \| Hörstel-Ostenwalde \| Hörstel-Ostenwalde \| \| \| \| Poggenortgraben \| \| \| \| 37,7 \| Uthuisen \| Uthuisen \| \| \| \| Sandgraben \| \| \| \| \| Bundesautobahn 30 \| \| \| \| \| Dortmund-Ems-Kanal \| \| \| \| 40,9 \| Kanalhafen \| Kanalhafen \| \| \| 43,4 \| Rheine-Hörsteler Straße \| Rheine-Hörsteler Straße \| \| \| 45,7 \| Rheine-Stadtberg \| Rheine-Stadtberg \| \| \| 46,6 \| Rheine Ibbenbürener Straße \| Rheine Ibbenbürener Straße \| \| \| \| Strecke nach Rheine \| \| \| \| 48,9 \| Altenrheine \| Altenrheine \| \| \| \| Strecke nach Spelle \| \| |                                                              |                                             |                                             |
| Strecke |                                                              | Strecke nach Osnabrück Hbf                  | Strecke nach Osnabrück Hbf                  |
| Strecke von links · Strecke quer · Abzweig geradeaus und nach rechts |                                                              |                                             |                                             |
| Dienststation / Betriebs- oder Güterbahnhof · Kopfbahnhof Streckenanfang (Strecke außer Betrieb) · ehemaliger Haltepunkt / Haltestelle | 0,0                                                          | Osnabrück-Eversburg                         | Osnabrück-Eversburg                         |
| Abzweig geradeaus und ehemals nach links · Abzweig geradeaus und von rechts (Strecke außer Betrieb) · Strecke nach links |                                                              | Strecke nach Rheine über Ibbenbüren         | Strecke nach Rheine über Ibbenbüren         |
| Abzweig geradeaus und nach rechts · Strecke (außer Betrieb) |                                                              | Zechenbahn Piesberg und Hafenbahn Osnabrück | Zechenbahn Piesberg und Hafenbahn Osnabrück |
| Brücke über Wasserlauf · Brücke über Wasserlauf (Strecke außer Betrieb) |                                                              | Eversburger Landwehrgraben                  | Eversburger Landwehrgraben                  |
| Grenze · Grenze (Strecke außer Betrieb) |                                                              | Landesgrenze NRW / Nds                      | Landesgrenze NRW / Nds                      |
| Abzweig geradeaus und nach links · Abzweig ehemals geradeaus und von rechts | 1,06                                                         | Neue Einfädelung seit 1989                  | Neue Einfädelung seit 1989                  |
| Strecke nach rechts · Strecke |                                                              | Strecke nach Oldenburg                      | Strecke nach Oldenburg                      |
| ehemaliger Haltepunkt / Haltestelle | 1,8                                                          | Büren                                       | Büren                                       |
| Abzweig geradeaus und ehemals von links | 3,0                                                          | ehem. Anschlussgleis zu diversen Firmen     | ehem. Anschlussgleis zu diversen Firmen     |
| Strecke mit Straßenbrücke |                                                              | Bundesautobahn 1                            | Bundesautobahn 1                            |
| Dienststation / Betriebs- oder Güterbahnhof | 4,2                                                          | Wersen                                      | Wersen                                      |
| Brücke über Wasserlauf |                                                              | Düte                                        | Düte                                        |
| Brücke über Wasserlauf |                                                              | Düsterdieker Aa                             | Düsterdieker Aa                             |
| Abzweig geradeaus und ehemals nach links | 7,8                                                          | ehem. Anschlussgleis Gabelin                | ehem. Anschlussgleis Gabelin                |
| Dienststation / Betriebs- oder Güterbahnhof | 10,1                                                         | Westerkappeln                               | Westerkappeln                               |
| Brücke über Wasserlauf |                                                              | Mühlenbach                                  | Mühlenbach                                  |
| ehemaliger Haltepunkt / Haltestelle |                                                              | Westerkappeln Kuckucksnest                  | Westerkappeln Kuckucksnest                  |
| ehemaliger Haltepunkt / Haltestelle | 14,0                                                         | Langenbrück (Kr Tecklenburg)                | Langenbrück (Kr Tecklenburg)                |
| Brücke über Wasserlauf |                                                              | Stollenbach                                 | Stollenbach                                 |
| Dienststation / Betriebs- oder Güterbahnhof | 16,6                                                         | Mettingen (Westf)                           | Mettingen (Westf)                           |
| Brücke über Wasserlauf |                                                              | Ölmühlenbach                                | Ölmühlenbach                                |
| ehemaliger Bahnhof | 19,6                                                         | Schlickelde                                 | Schlickelde                                 |
| ehemaliger Haltepunkt / Haltestelle | 20,8                                                         | Oberespel                                   | Oberespel                                   |
| Abzweig geradeaus und ehemals von rechts |                                                              | ehm. Anschlussgleis Sandbrink               | ehm. Anschlussgleis Sandbrink               |
| Brücke über Wasserlauf |                                                              | Mittellandkanal                             | Mittellandkanal                             |
| Dienststation / Betriebs- oder Güterbahnhof | 24,2                                                         | Recke                                       | Recke                                       |
| Brücke über Wasserlauf |                                                              | Mühlenbach                                  | Mühlenbach                                  |
| Brücke über Wasserlauf |                                                              | Moorbach                                    | Moorbach                                    |
| ehemaliger Bahnhof | 27,1                                                         | Bad Steinbeck                               | Bad Steinbeck                               |
| Brücke über Wasserlauf |                                                              | Heupenbach                                  | Heupenbach                                  |
| Dienststation / Betriebs- oder Güterbahnhof | 29,7                                                         | Zumwalde                                    | Zumwalde                                    |
| Dienststation / Betriebs- oder Güterbahnhof | 31,4                                                         | Uffeln                                      | Uffeln                                      |
| Abzweig geradeaus und von links | 32,0                                                         | Abzw zum Mittellandkanal                    | Abzw zum Mittellandkanal                    |
| Brücke über Wasserlauf |                                                              | Ibbenbürener Aa                             | Ibbenbürener Aa                             |
| Dienststation / Betriebs- oder Güterbahnhof | 35,0                                                         | Hörstel-Ostenwalde                          | Hörstel-Ostenwalde                          |
| Brücke über Wasserlauf |                                                              | Poggenortgraben                             | Poggenortgraben                             |
| ehemaliger Haltepunkt / Haltestelle | 37,7                                                         | Uthuisen                                    | Uthuisen                                    |
| Brücke über Wasserlauf |                                                              | Sandgraben                                  | Sandgraben                                  |
| Strecke mit Straßenbrücke |                                                              | Bundesautobahn 30                           | Bundesautobahn 30                           |
| Brücke über Wasserlauf |                                                              | Dortmund-Ems-Kanal                          | Dortmund-Ems-Kanal                          |
| ehemaliger Haltepunkt / Haltestelle | 40,9                                                         | Kanalhafen                                  | Kanalhafen                                  |
| ehemaliger Haltepunkt / Haltestelle | 43,4                                                         | Rheine-Hörsteler Straße                     | Rheine-Hörsteler Straße                     |
| Dienststation / Betriebs- oder Güterbahnhof | 45,7                                                         | Rheine-Stadtberg                            | Rheine-Stadtberg                            |
| Abzweig geradeaus und ehemals nach links · Kopfbahnhof Streckenende und quer (Strecke außer Betrieb) | 46,6                                                         | Rheine Ibbenbürener Straße                  | Rheine Ibbenbürener Straße                  |
| Abzweig geradeaus und von links |                                                              | Strecke nach Rheine                         | Strecke nach Rheine                         |
| Dienststation / Betriebs- oder Güterbahnhof | 48,9                                                         | Altenrheine                                 | Altenrheine                                 |
| Strecke |                                                              | Strecke nach Spelle                         | Strecke nach Spelle                         |

Die Tecklenburger Nordbahn ist eine normalspurige Eisenbahnstrecke der Regionalverkehr Münsterland GmbH. Sie verläuft durch die Gemeinden des nördlichen Tecklenburger Landes zwischen den Städten Osnabrück und Rheine, woher auch der ungewöhnliche Name der Bahnstrecke stammt. Ursprünglich war die Bahn von ihrer Erbauung bis zu ihrer Umspurung im Jahr 1935 eine Schmalspurbahn mit 1000 mm Spurweite und wurde unter dem Namen Kleinbahn Piesberg–Rheine A.G. geführt. Durch die schrittweise Umstellung des Personenzugverkehrs auf Busbetrieb konzentrierte man sich ab 1970 auf den Güterverkehr. Nach Übernahme eines Abschnittes der Bahnstrecke Duisburg–Quakenbrück von der Deutschen Bahn wurde die Beförderung von Gütern zum Hafen Spelle-Venhaus mit über die Tecklenburger Nordbahn abgewickelt.
Trotz für eine Nebenbahn hoher Beförderungsmengen konnte nach Ende des Bundeswehrfliegerhorstes in Hopsten keine Einigung zur weiteren Verlustabdeckung zwischen dem Kreis Steinfurt und den Anliegergemeinden erreicht werden. Dieser Umstand führte dazu, dass der Verkehr größtenteils eingestellt ist und die Strecke im „Auslaufbetrieb ohne regelmäßige Nutzung“ befahren wird. Mehrmals im Jahr verkehrt hier der Teuto-Express.
Von den Zweckverbänden SPNV Münsterland und Nahverkehr Westfalen-Lippe, dem Kreis Steinfurt sowie verschiedenen Kommunen wird eine Reaktivierung des Personenzugverkehrs auf dem Streckenabschnitt zwischen Recke und Osnabrück Hauptbahnhof angestrebt.

## Geschichte
Die Geschichte der Tecklenburger Nordbahn begann um die Wende vom 19. zum 20. Jahrhundert. Nachdem die Hauptstrecke zwischen Rheine und Osnabrück bereits 1856 eröffnet worden war, forderten die nördlich liegenden Gemeinden ebenfalls einen Anschluss an das Eisenbahnnetz. So kam es im Jahre 1900 zur Gründung der „Kleinbahn Piesberg–Rheine A.G.“ mit Unterstützung des Staates Preußen. Zunächst wurde eine Schmalspurbahn mit einer Spurweite von 1000 mm errichtet, die von Rheine-Stadtberg bis Osnabrück Eversburg reichte. Die Eröffnung der Strecke fand am 10. Mai 1905 statt.

### Vorgeschichte
Der vor der Jahrhundertwende stark landwirtschaftlich geprägte Nordteil des Tecklenburger Landes blieb durch den Bau der Hannoverschen Westbahn durch das Ibbenbürener Tal von der Eisenbahn unberührt, so dass die Landwirtschaft kaum weitere Vermarktungsgebiete erreichen konnte. Zwar konnte in zwei bis drei Gehstunden der Bahnanschluss der Westbahn erreicht werden, jedoch bildet die bis zu 170 Meter hohe Ibbenbürener Bergplatte eine behindernde Barriere in Richtung Süden. So muss von Recke aus der Dickenberg überquert werden, um zu den Bahnhöfen Esch oder Ibbenbüren zu gelangen. Von Mettingen und Westerkappeln hingegen muss der Schafberg auf dem Weg zu den Bahnhöfen Ibbenbüren oder Laggenbeck passiert werden.
Die in der Region reichlich vorkommenden Bodenschätze der Steinkohle, Raseneisenerz, Kalk, Sandstein und Torf blieben weit hinter ihren Möglichkeiten zurück, da die Transportkosten zu hoch waren, um einen rentablen Abbau zu ermöglichen. Überall in Deutschland schlossen sich Kommunen zusammen, um neue Eisenbahnstrecken für eine bessere Anbindung ihres Ortes zu planen. Der erste Zusammenschluss zu einem Bahnstreckenbau im Nordkreis Tecklenburg erfolgte 1891, indem ein Eisenbahnkomitee gebildet wurde.

#### Planung der Strecke

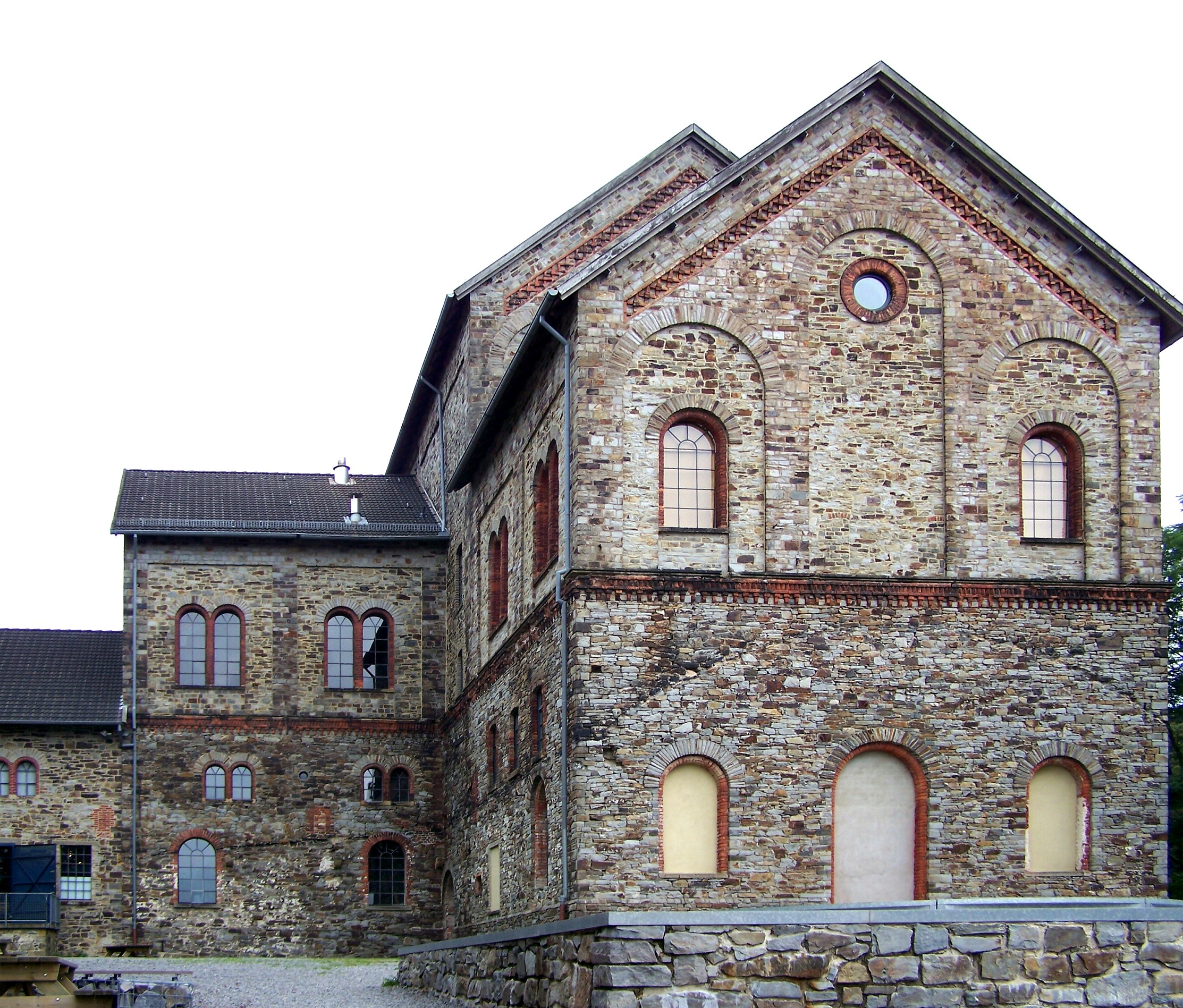
Gebäude des Haseschachtes der Zeche Piesberg. Startpunkt des nie gebauten Grubenwasserkanals

Das Eisenbahnkomitee, welches sich aus den örtlichen Kommunen, der Industrie und Landwirtschaft der Orte zusammensetzte, versuchte zunächst, einen günstigen Linienverlauf für die zu errichtende Eisenbahn festzulegen. Als wichtiges Ziel wurde ein Hafen an dem in Bau befindlichen Dortmund-Ems-Kanal festgelegt. Als favorisierter Vorschlag sollte die Linienführung von Hesepe nach Hörstel als „Projekt Hesepe-Hörstel“ in Normalspur verfolgt werden. In Hesepe sollte an die im Bau befindliche Strecke nach Bremen und an die schon bestehende Bahnstrecke Oldenburg–Osnabrück angeschlossen werden. Durch diese Linienführung mit attraktiven Endpunkten versprach man sich mehr Verkehr und gute Verbindungsmöglichkeiten.
Doch nicht in allen von der Eisenbahn berührten Dörfern und Bauerschaften wurde der Bau gefördert oder gewünscht. So wurde in Hopsten und Dreierwalde der Bau abgelehnt, weshalb die Bahnstrecke noch heute einen Bogen um das Hopstener Gemeindegebiet beschreibt. Auch das Dreierwalder Ortsgebiet wurde umfahren, jedoch wurde Uthuisen am 1. April 1932 von Hörstel nach Dreierwalde abgetreten, weshalb sich heute die Trasse im Ortsgebiet Dreierwaldes befindet. Des Weiteren musste man sich mit dem Landkreis Bersenbrück verständigen, da dieser die damals geplante, aber nie gebaute Bahnstrecke Bramsche–Hesepe–Fürstenau projektierte.
Schon ab 1893 wurde nur noch von einem Projekt Bramsche–Hörstel gesprochen, dieser Verlauf aber hätte Westerkappeln nur ortsfern passiert und wäre über Mettingen und Recke nach Hörstel verlaufen. Schon früh schaltete sich der Georgs-Marien-Bergwerks- und Hüttenverein in die Planungen des Komitees ein, um eine Absatzmöglichkeit für seine Steine und Kohle vom Piesberg zu schaffen. Vor allem sah man eine günstige Möglichkeit, einen Graben für das Grubenwasser der Zeche Piesberg parallel der Bahn zu bauen. Hier wurde angestrebt, an der Bahntrasse entlang zur Hörsteler Aa, zum Dortmund-Ems-Kanal oder zur Ems zu gelangen, um das belastete Wasser aus dem Bergwerk hier einzuleiten.

### Kleinbahn Piesberg–Rheine
Um den fehlenden Bahnanschluss des nördlichen Tecklenburger Landes zu beseitigen, bildete sich bereits 1891 ein Eisenbahnkomitee das sich aus den Gemeinden Recke und Mettingen sowie der ortsansässigen Industrie, Gewerbe und Landwirtschaft zusammensetzte. Zunächst wurde eine Bahnlinie von Bramsche über Recke und Mettingen nach Hörstel favorisiert. In Hörstel sollte eine Anbindung zum Dortmund-Ems-Kanal erfolgen, und in Mettingen sollte eine Zweigbahn nach Osnabrück-Eversburg erstellt werden.
Dieser Trassenverlauf wurde jedoch seitens der Preußischen Staatseisenbahnen, die einen Anschluss an den Mittellandkanal bei Bramsche nicht duldete, blockiert.
Da der favorisierte Trassenverlauf somit nicht möglich war, musste man sich auf die Strecke Piesberg/Eversburg – Mettingen – Recke – Hörstel beschränken. An diesem Trassenverlauf der Bahn wiederum war der Georgs-Marien-Bergwerks- und Hüttenverein interessiert, welcher das Grubenwasser der Zeche Piesberg in einem Graben entlang der Trasse zur Ems leiten wollte. Dieses wäre möglich gewesen, da die Trasse ein stetiges leichtes Gefälle in Richtung Westen besitzt.
Die Georgsmarienhütte beteiligte sich daher sowohl finanziell als auch planerisch an der zukünftigen Strecke. Durch die Georgsmarienhütte wurde der Vorschlag unterbreitet, die Bahn in einer Spurbreite von 600 mm auszuführen, da sie mit der Wallückebahn gute Erfahrungen gemacht hatte. Da die KPEV dem Bahnbau immer noch skeptisch gegenüberstand, die eine Konkurrenz zur Westbahn befürchtete, gelang es erst 1896 mit Zustimmung des Landeshauptmannes der Provinz Westfalen die Bauplanung durchzusetzen.
Zum Bau steuerte die Provinz Westfalen 300.000 Mark, der Kreis Tecklenburg 160.000 Mark und die Anliegergemeinden 440.000 Mark zu, des Weiteren übernahm das preußische Ministerium der öffentlichen Arbeiten Aktien im Wert von 450.000 Mark. Ein Erlass vom 3. April 1897 genehmigte den Bau und Verkehr unter Ausschluss des Durchgangsverkehres.
Zu weiteren Verzögerungen führten die Wassereinbrüche der Zeche Piesberg, die auch zu deren Stilllegung führten. Durch die Stilllegung der Zeche drohte schließlich sogar das ganze Projekt zu scheitern, jedoch hielt die Georgsmarienhütte ihre Anteile an der Bahn, und neue Interessenten aus der Textilindustrie in Rheine kamen hinzu.

#### Streckeneröffnungen Schmalspur
| Datum            | Abschnitt                                          | Länge km |
| ---------------- | -------------------------------------------------- | -------- |
| 24. Oktober 1903 | Eversburg – Recke                                  | 24,0     |
| 16. Mai 1904     | Recke – Rheine Kanalhafen                          | 16,9     |
| 10. Mai 1905     | Rheine Kanalhafen – Stadtberg – Rheine/Altenrheine | 8,0      |
| 10. Mai 1905     | Stadtberg – Rheine/Ibbenbürener Str.               | 0,9      |
| 1. April 1914    | Dreischienengleis Altenrheine – Kanalhafen         | 8,0      |

Die Textilfabriken in Rheine rechts der Ems wollten sich durch den Bau der Bahnstrecke einen Bahnanschluss sowie einen Zugang zum Kanalhafen in Altenrheine sichern. Da sich die Spedition Hollweg&Kümpers Rechte an einer Dampfstraßenbahn zum Kanalhafen Rheine gesichert hatte, musste das Eisenbahnkomitee diese zum Rückzug aus den Plänen der Dampfstraßenbahn überzeugen. Im Gegenzug übernahm die Spedition den Kanalumschlag der Bahn am Kanalhafen Rheine.
Nun konkretisierten sich die Pläne zum Bau der Bahn immer mehr. Das Vorhaben der Kreuzung der Bahnstrecke Oldenburg–Osnabrück und damit eines direkten Anschlusses an den Piesberg wurde zwischenzeitlich verworfen, obwohl man sich erhebliches Frachtaufkommen versprach.
Ebenso wurde der Bau einer Stichstrecke von Zumwalde zum Schafberg, welcher kleinere Steinbrüche sowie Erz- und Kohlegruben anschließen sollte, nicht mehr ausgeführt. Der zunächst am neuen Güterbahnhof in Rheine-Eschendorf geplante Verbindungspunkt zur Staatsbahn wurde wegen der nötigen eigenen Emsbrücke zugunsten eines Anschlusses an den Bahnhof Altenrheine aufgegeben.
Auch legte man sich nun auf eine Spurweite von 1000 mm fest und einen Rollbockbetrieb zu den Rheiner Industriebetrieben. Gleichwohl der Piesberg nun nicht mehr die Endstation der Bahn war, hielt man am „Piesberg“ im Namen fest.
Die Genehmigung zum Bau in der geänderten Spurweite erfolgte am 13. März 1900 und die Erteilung der Konzession am 26. September 1900.
Die Konstituierung der „Kleinbahn Piesberg–Rheine AG“ hatte bereits am 24. Juli 1900 im Osnabrücker Hotel Germania stattgefunden, wo als Sitz der AG Tecklenburg bestimmt wurde. Das Aktienkapital betrug 1,7 Mio. Mark und wurde von Preußen, dem Kreis Tecklenburg, der Provinz Westfalen sowie diversen Unternehmen gezeichnet.
Nach dem ersten Spatenstich am 3. Juni in Westerkappeln zogen sich die Bauarbeiten aufgrund von langwierigen Enteignungsverfahren sowie Unklarheiten im Verlauf zwischen Rheine Kanalhafen und Rheine hin.
Nach erheblichen Verzögerungen wurde auf dem ersten Teilstück Osnabrück–Recke am 24. Oktober 1903 der Verkehr aufgenommen. Im Mai 1904 konnte der Verkehr nach Rheine Kanalhafen und schließlich ein weiters Jahr später nach Rheine aufgenommen werden.

#### Betrieb der Kleinbahn
Bis zum Ersten Weltkrieg entwickelte sich die Kleinbahn sehr positiv, in Rheine wurden alleine bis 1908 sechs Gleisanschlüsse zu diversen Firmen erstellt. Bedingt durch die Kleinbahn Piesberg–Rheine kam es zu einem wirtschaftlichen Aufschwung der an die Bahn angeschlossenen Gemeinden. Allerdings gab es auch Nachteile: So lag die Fahrzeit für die gesamte Strecke bei rund drei Stunden, und bei einem Umstieg auf die Staatsbahn waren lange Strecken zu Fuß zurückzulegen. Ähnlich sah es im Güterverkehr aus, mussten doch die einzelnen Güter an den Endstationen aufwendig umgeladen werden.
Durch den Bau des Mittellandkanals 1910/11 in Recke musste der dortige Bahnhof 500 Meter nach Norden verschoben werden, da der Vorgängerbau dem Kanalbau im Weg stand. Von Altenrheine bis zum Kanalhafen in Rheine wurde 1912 das Gleisbett zu einem Dreischienengleis ausgebaut, um Normalspurgüterwagen direkt zum Kanal zu führen. Anlass hierfür war die Planung einer Zinkhütte am Kanal, die aufgrund des Ersten Weltkrieges jedoch nie errichtet wurde. Der Regelspurverkehr wurde am 1. April 1914 bis zum Bahnhof Rheine Stadtberg aufgenommen, zum Kanalhafen jedoch erst ab dem 1. Oktober 1919. Mit der Aufnahme des Regelspurbetriebes 1914 wurde die Rollwagengrube von Altenrheine zum Stadtberg verlegt.
Durch den Krieg ab 1914 wurde die Entwicklung des Betriebes stark gebremst. Die Textilindustrie litt stark unter den Kriegsauswirkungen, was sich auf die Beförderungsleistung der Bahn niederschlug. Zudem mussten zwei Lokomotiven sowie mehrere Rollwagen an die Heeresbahn abgegeben werden und die Inflation sowie der Kohlenmangel infolge der Ruhrbesetzung brachte der Bahn fast den Ruin.

#### Umspurung
Bedingt durch die Tecklenburger Nordbahn kam es zu einem wirtschaftlichen Aufschwung der an die Bahn angeschlossenen Gemeinden.
Da durch den Krieg Gleisbauarbeiten zurückgestellt worden waren, verschlechterte sich der Zustand der Bahn zusehends. Bereits 1922 wurde durch eine Interessengemeinschaft der Industrie, Gewerbe, Landwirtschaft und Lokalpolitikern eine Umspurung der Bahn vorgeschlagen. Nach Gesprächen mit zuständigen Ämtern in Berlin und Münster sowie der Reichsbahn, welche Zustimmung und Entgegenkommen zusicherten, wurde in der Aufsichtsratssitzung am 16. Februar der Beschluss zur Umspurung einstimmig gefasst.
Am 28. April 1928 wurde dem Planfeststellungsbeschluss die Genehmigung erteilt. Neben den Anliegergemeinden und dem Kreis Tecklenburg beteiligten sich auch die Provinz Westfalen, der Staat Preußen sowie das Deutsche Reich an den Kosten der Umspurung. Durch die Wirtschaftskrise war es zunächst wirtschaftlich nicht möglich, die Umspurung durchzuführen. Erst im August 1933 wurden Mittel aus Arbeitsbeschaffungsmaßnahmen zur Umspurung bereitgestellt. Bereits vorher sind in Teilen der Strecke bei Ausbesserungsarbeiten Normalspurschwellen verlegt worden. Ab Oktober 1933 wurde in Notstandsarbeiten die restliche Strecke mit Normalspurschwellen versehen.
Um den Verkehr der Kleinbahn nicht zu behindern, wurden die Normalspurschienen seitlich der Schmalspurschienen aufgenagelt. Kurzzeitig wurde dann bis zur endgültigen Umstellung der Verkehr durch Busse ersetzt.

### Nach der Umspurung

#### Streckeneröffnungen Normalspur
| Datum         | Abschnitt                      | Veränderung                       |
| ------------- | ------------------------------ | --------------------------------- |
| 30. März 1935 | Eversburg – Rheine (Umspurung) | Personenverkehr bis Osnabrück Hbf |
| 3. Juni 1956  | Altenrheine – Rheine           | Personenverkehr bis Rheine Hbf    |

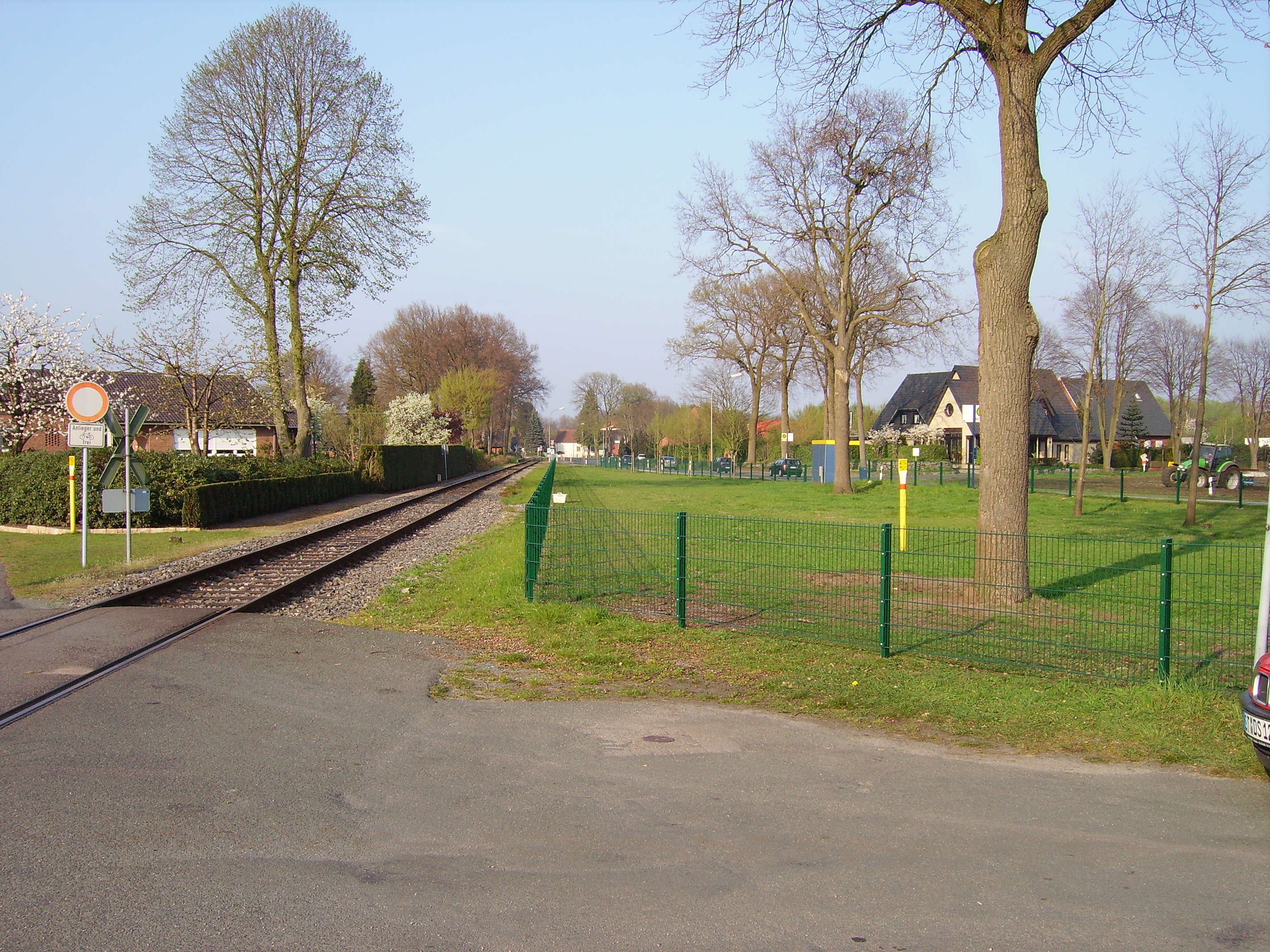
Strecke der Tecklenburger Nordbahn in Uffeln. Im Hintergrund befindet sich die ehemalige Haltestelle Uffeln.

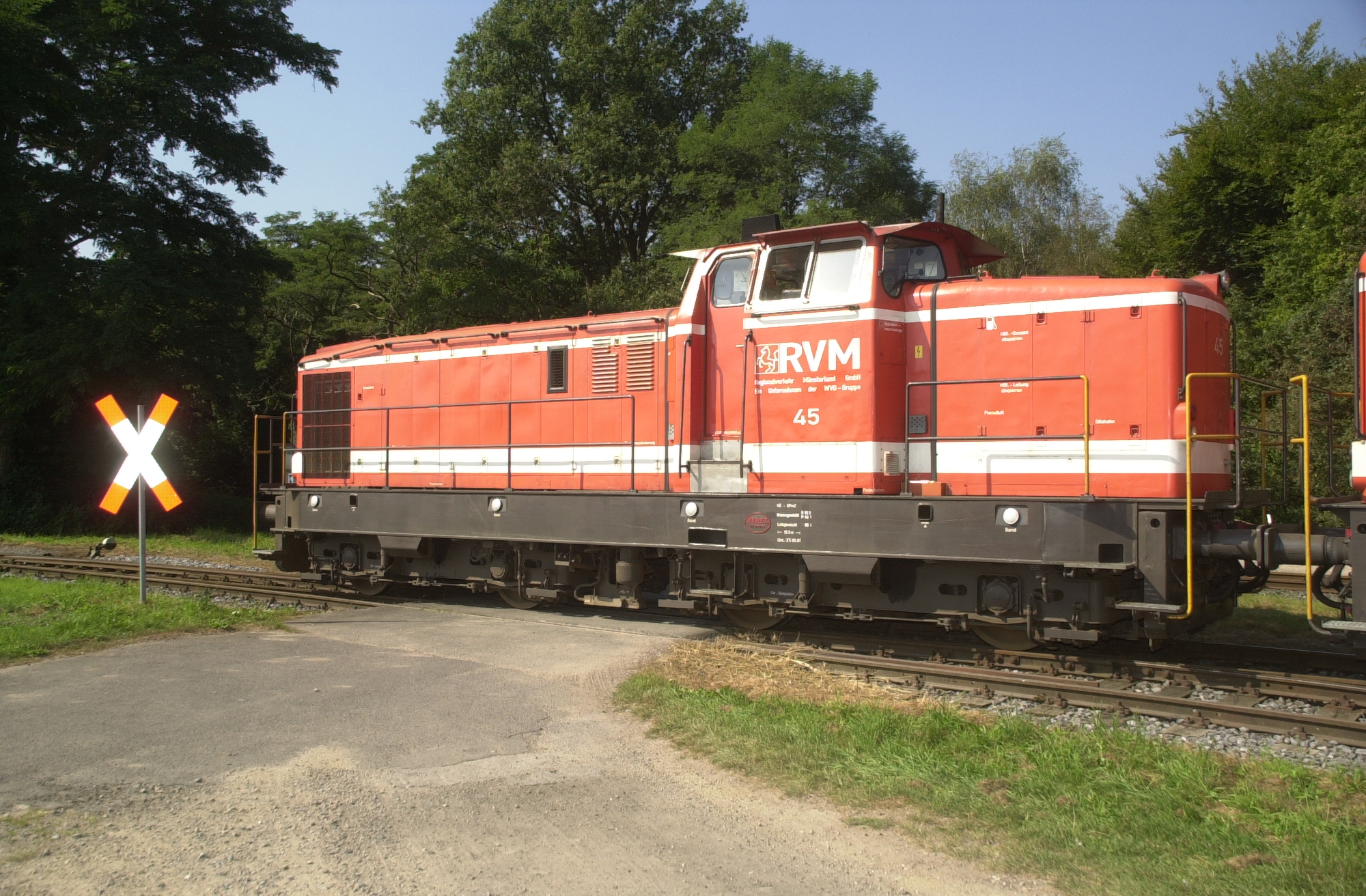
Die Tecklenburger Nordbahn: Lok 45 auf einem Bahnübergang im Rheiner Ortsteil Altenrheine

Ab dem 5. Dezember 1934 wurde erstmals ein normalspuriger Triebwagen zwischen Rheine und Mettingen eingesetzt. Die polizeiliche Abnahme der Strecke erfolgte am 30. März 1935; von nun an nannten sich die Strecke sowie das betreibende Unternehmen „Tecklenburger Nordbahn AG“.
Der Eröffnungszug wurde entlang der Strecke von Menschenmassen in Empfang genommen, und Delegationen von den Behörden, Anliegergemeinden, des Staates sowie der Reichsbahn zeigten sich erfreut, dass die Umspurung trotz aller Widrigkeiten durchgeführt werden konnte.
Durch die nun eingesetzten Triebwagen zur Personenbeförderung entfielen die Güterzüge mit Personenbeförderung, welche bis dahin das Bild der Bahn prägten. Endstation der Personenzüge beziehungsweise Triebwagen waren nun der Osnabrücker Hauptbahnhof und „Rheine-Ibbstr“, ein Straßengleis in Rheine an der Ibbenbürener Straße, rechts der Ems gelegen und rund 800 m vom Reichsbahnhof Rheine entfernt. Die Fahrzeit für die ganze Strecke lag nun zwischen 1,5 und 2 Stunden.
Die Güterbeförderung stieg in den nächsten Jahren enorm an, vor allem die wieder erstarkte Textilindustrie und der Flughafen Hopsten/Dreierwalde hatten hieran einen bedeutenden Anteil.
Im Zweiten Weltkrieg wurde die Bahn wiederholt von Tieffliegern angegriffen, was zum Tod von 24 Fahrgästen und zwei Bediensteten und Verlust von einer Lok und einem Personenwagen führte. Der Betrieb wurde zu Kriegsende am 30. März zwischen Rheine und Recke sowie am 2. April auf der Reststrecke eingestellt.

#### Luftangriff am 28. Dezember 1944
Am 28. Dezember 1944 wurde ein Zug der Tecklenburger Nordbahn, welcher aus einem Güter- und zwei Personenwaggons bestand in Rheine-Eschendorf von zwei englischen Tieffliegern angegriffen. Eine abgeworfene Bombe zerriss einen Personenwagen des in Fahrtrichtung Osnabrück fahrenden Zuges genau in der Mitte.
Bei dem Unglück wurden 20 Personen, vor allem Frauen und Kinder, getötet.

#### Vom Kriegsende bis zur Einstellung des Personenverkehrs
Bis Oktober 1945 konnte der Betrieb in Abschnitten, getrennt durch die zerstörten Kanalbrücken in Recke und Rheine-Kanalhafen, wieder aufgenommen werden. Bereits ab dem 4. Juni 1945 wurde der Verkehr zwischen Osnabrück und Recke Kanalbrücke wieder aufgenommen. Hier mussten die Reisenden über Schiffe den Mittellandkanal überqueren. Die durch die zurückweichende Wehrmacht gesprengte Brücke war erst ab dem 3. Dezember 1946 wieder befahrbar.
Ähnlich ging es an der Kanalbrücke über den Dortmund-Ems Kanal zu, die auch durch die Wehrmacht gesprengt wurde, und erst am 5. Februar 1947 wieder als befahrbar gemeldet wurde. Durch die Emsbrücke der Bahnstrecke Duisburg–Quakenbrück, die ebenfalls gesprengt worden war, wurden bis zu ihrer Wiederherstellung 1949 die Fahrgäste im Pendelverkehr im Auftrag der Reichsbahn von Altenrheine zur Ibbenbürener Straße gebracht. Von hier aus mussten die restlichen 800 Meter zu Fuß zum Bahnhof Rheine bewältigt werden.
Durch die Hamsterzüge stieg die Beförderungsleistung auf 1,244 Mio. Fahrgäste in 1946 an. Auch der Gütertransport wurde durch die zahlreichen kleinen Kohlegruben an der Ibbenbürener Bergplatte im Bereich der Gemeinden Recke, Mettingen und Westerkappeln enorm gesteigert. Trotz des ab 1956 zum Bahnhof Rheine verlagerten Endpunktes der Züge sanken die Beförderungszahlen im Personenverkehr. Zur gleichen Zeit fand die Umstellung von dampf- auf dieselgetriebene Züge statt. Der 1951 beschaffte Schienenbus war der erste in Nordrhein-Westfalen.
Durch den Trend der sechziger Jahre, Zugbeförderungen auf Busbetrieb umzustellen, setzte auch die Eisenbahngesellschaft Buslinien in die umliegenden Gemeinden ein, um die Bedürfnisse der Fahrgäste zu befriedigen. Entsprechend fand 1960 eine Umbenennung in „Verkehrsbetriebe Kreis Tecklenburg“ statt.
Zudem gab es Probleme über die Berechnung des Abschnittes Eversburg-Osnabrück Hauptbahnhof, der über die Trasse der Bundesbahn erfolgte. Mit vorausgehender Drohung der Tecklenburger Nordbahn die Beförderung auf dem Abschnitt einzustellen, wurde der Personenverkehr zur Umstellung der Fahrpläne zwischen Mettingen und Osnabrück ohne behördliche Genehmigung kurzfristig eingestellt. Da es seitens des Verkehrsministeriums keine nachträgliche Genehmigung gab, musste der Personenverkehr wieder aufgenommen werden.

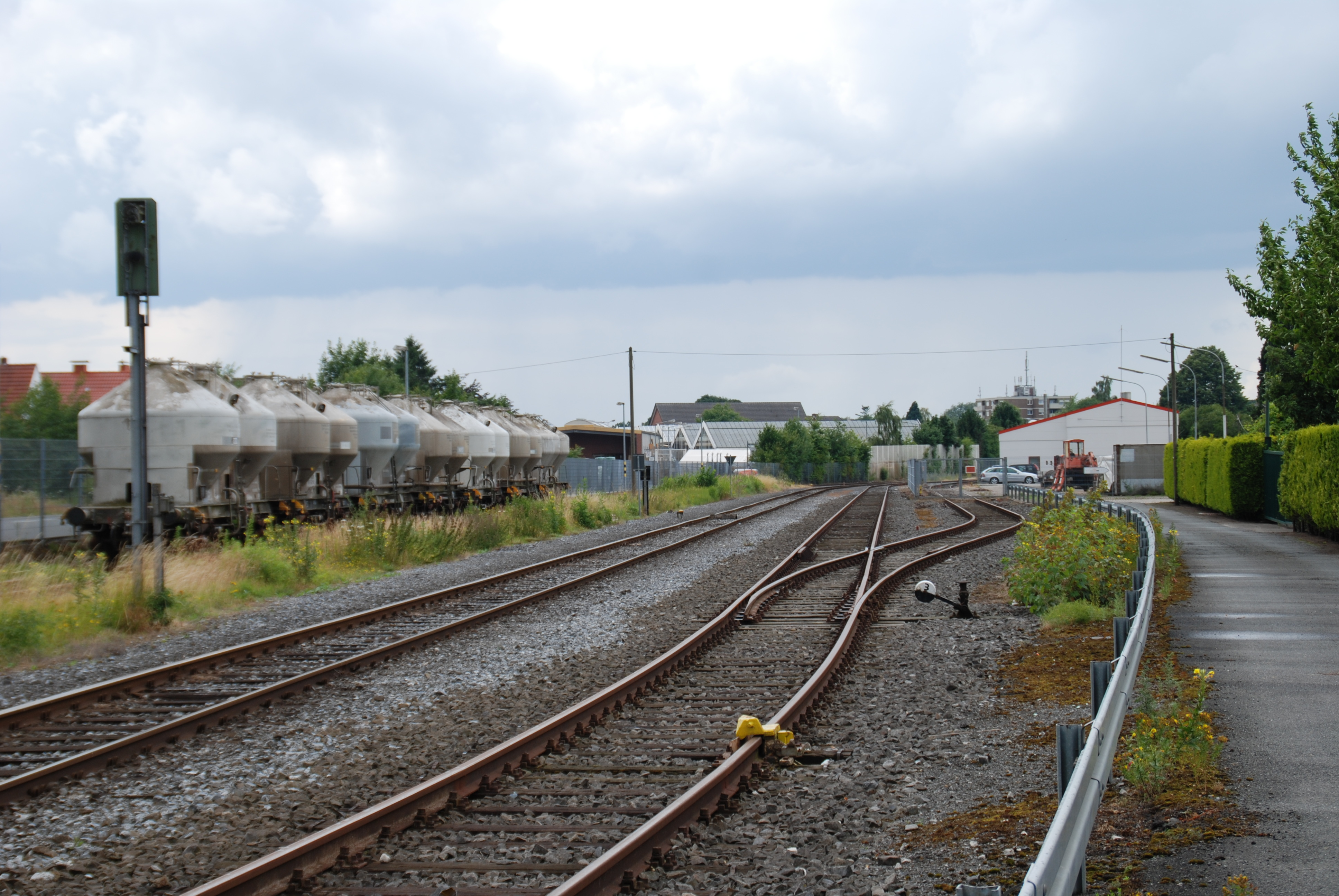
Betriebsstelle Stadtberg. Links: Abgestellte Silowagen der Bentheimer Eisenbahn auf dem Gleisstumpfrest zur Ibbenbürener Straße.

Dieser wieder aufgenommene Personenverkehr umfasste aber nur noch zwei Zugläufe in jeder Richtung zwischen Mettingen und Osnabrück. 1962 wurde das Angebot auf einen Zuglauf auf dem Abschnitt reduziert und schließlich 1965 endgültig eingestellt. Auf dem Abschnitt Mettingen-Rheine wurde der Wochenend- und Feiertagsverkehr ab 1965 eingestellt, ab 1966 werktäglich auf nur noch zwei Zugpaare reduziert und 1967 ganz eingestellt. Seit der Einstellung des Personenverkehrs dient die Tecklenburger Nordbahn ausschließlich zum Transport von Gütern sowie Museumsverkehr der Eisenbahnfreunde Lengerich.

#### Stilllegungen
| Datum              | Verkehrsart     | Abschnitt                 | Veränderung                                   |
| ------------------ | --------------- | ------------------------- | --------------------------------------------- |
| 3. Juni 1956       | Personenverkehr | Stadtberg – Ibbenb. Str.  | Personenverkehr nun zum Bf. Rheine            |
| 28. Mai 1960       | Personenverkehr | Mettingen – Osnabrück Hbf | Teilweise Verlagerung Personenverkehr auf Bus |
| Mai 1965           | Personenverkehr | An Sonn- und Feiertagen   |                                               |
| 25. September 1965 | Personenverkehr | Mettingen – Osnabrück Hbf | Streichung der letzten Zugpaare               |
| 28. Mai 1967       | Personenverkehr | Mettingen – Rheine        | Komplette Einstellung des Personenverkehres   |
| 1970               | Güterverkehr    | Stadtberg – Ibbenb. Str.  | Einstellung Güterverkehr Innenstadt Rheine    |

#### Entwicklung seit 1970

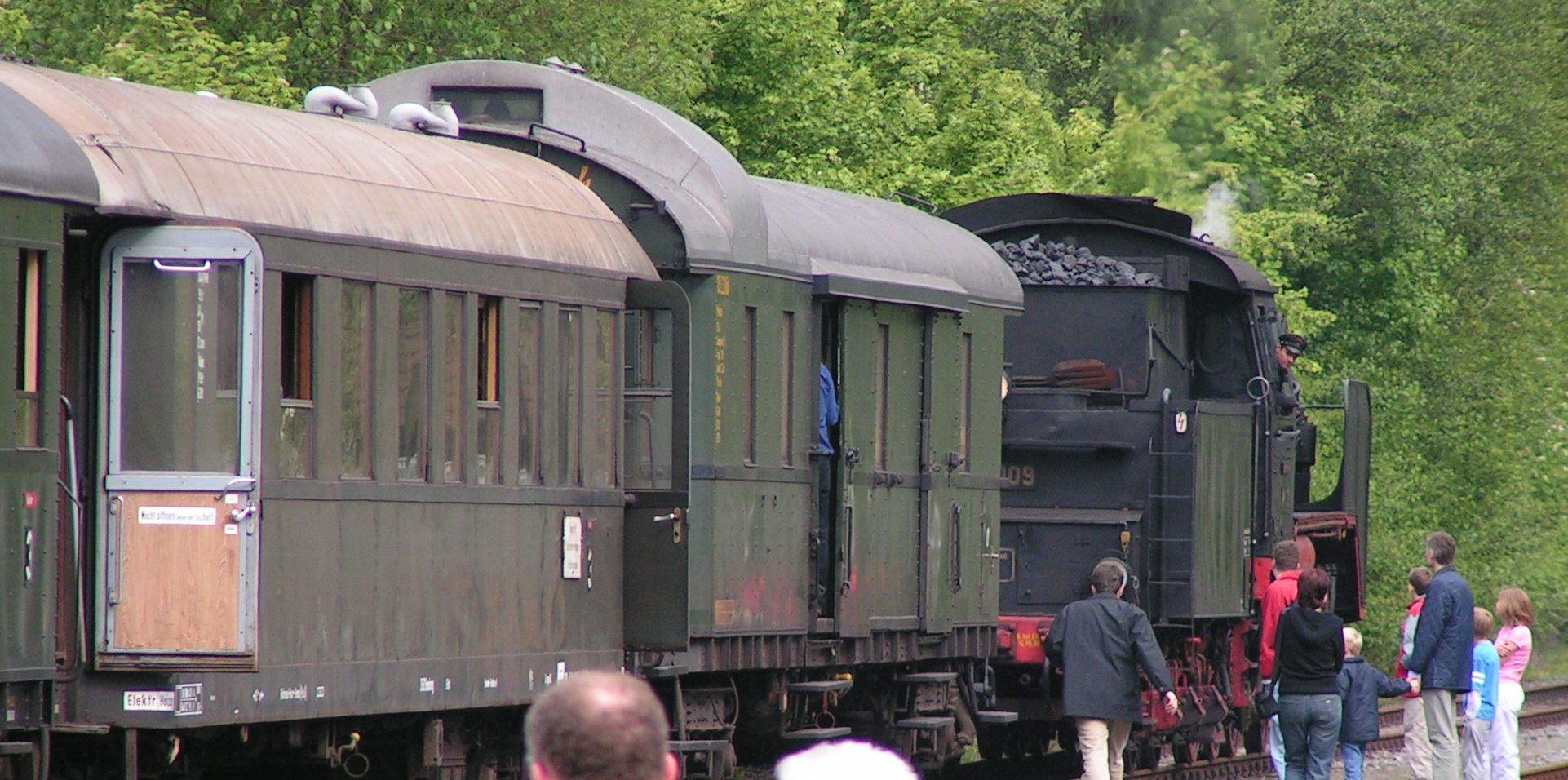
Museumseisenbahn „Pingel-Anton“ im Bahnhof Mettingen

Im Jahre 1970 setzte eine Zentralisierung des Nahverkehrs ein und die Verkehrsbetriebe Kreis Tecklenburg wurden in der Regionalverkehr Münsterland GmbH mit anderen Nahverkehrsbetrieben zusammengeführt.
Am 23. Oktober 1989 wurde die Ausfädelung der Tecklenburger Nordbahn am Bahnhof Eversburg aus der Bahnstrecke Oldenburg–Osnabrück um mehr als einen Kilometer nach Norden verlegt. Die Bahnstrecke verkürzte sich um diesen Abschnitt und beginnt jetzt erst hinter der Landesgrenze in Nordrhein-Westfalen. Das Streckengleis zwischen der neuen Ausfädelung und dem Bahnhof Eversburg wurde daraufhin stillgelegt und abgebaut.
Am 18. April 1994 wurde in Recke die neue Brücke über den Mittellandkanal mithilfe zweier Autokrane eingehoben. Das 61,5 Meter lange, 6 Meter breite und 11 Meter hohe Brückenbauwerk wiegt 230 Tonnen. Es ersetzte die alte Brücke von 1912, welche mit dem Bau des Kanals errichtet wurde.

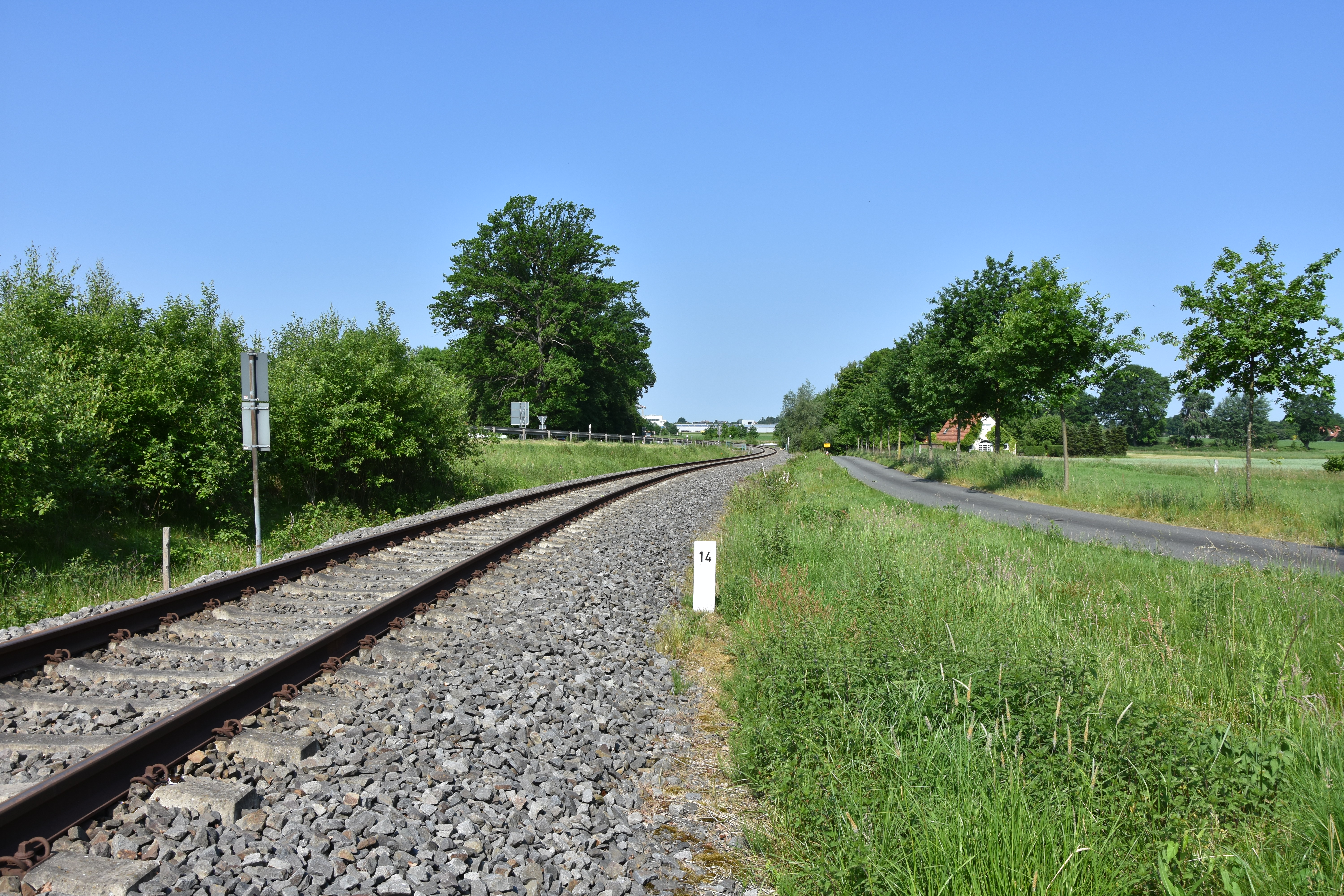
Das Gleis der Tecklenburger Nordbahn im 2007 neutrassierten Streckenstück

Im Rahmen des Ausbaus der Landstraße 599 zwischen Mettingen und Westerkappeln wurde zwischen 2007 und 2008 auch die parallel verlaufende Tecklenburger Nordbahn in diesem Abschnitt saniert. So tauschten die Bahngleise und die Straßentrasse auf einer Länge von 1,2 Kilometern die Seiten. Durch diesen Seitentausch konnten zwei Bahnübergänge der Landstraße über die Tecklenburger Nordbahn entfallen. Im Rahmen der Bauarbeiten wurde auch die Brücke über den Stollenbach erneuert.
Bislang regelte eine Vereinbarung zwischen den Anliegergemeinden der Tecklenburger Nordbahn sowie dem Kreis Steinfurt und der Regionalverkehr Münsterland GmbH (RVM) die jährliche Verlustabdeckung. Durch die Auflösung des Jagdgeschwaders in Hopsten ist die bisherige Belieferung mit Tankzügen entfallen, sodass die Tecklenburger Nordbahn-Strecke ihre einstige militärstrategische Bedeutung verloren hat. Infolgedessen kündigt die Bundeswehr Ende 2011 ihren bisherigen Zuschuss zur Verlustabdeckung an den Streckenbetreiber RVM in Höhe von 153.000 EUR. Dadurch erhöht sich der Zuschussbedarf ab 2013 von 200.000 auf 347.000 EUR pro Jahr. Der Kreis Steinfurt erklärt sich bereit, den Mehrbedarf im Jahre 2013 auszugleichen und strebt ab 2014 eine 70%ige Übernahme der gestiegenen Verlustabdeckung an, sofern die Anliegergemeinden Rheine, Hörstel, Mettingen, Recke, Lotte und Ibbenbüren gemeinsam für die restlichen 30 % einstehen werden. Im November 2012 gibt der Kreis Steinfurt bekannt, dass die Anliegerkommunen nicht bereit sind, den von 60.000 auf 106.000 EUR erhöhten Anteil an der Verlustabdeckung ab 2014 zu übernehmen. Um die Optionen offen zu halten, soll die Nordbahn zwar nicht stillgelegt oder gar entwidmet, jedoch ab 2014 durch den Regionalverkehr Münsterland GmbH zunächst nur noch im „Auslaufbetrieb ohne regelmäßige Nutzung“ betrieben werden. Im Rahmen der Verkehrssicherungspflicht werden hierfür dennoch ab 2014 jährliche Kosten von voraussichtlich 100.000 Euro anfallen, die im Verhältnis 70:30 zwischen Kreis Steinfurt und Anliegerkommunen zu tragen sind.
Der weiterhin nach Spelle betriebene Güterverkehr wird seit 2013 über den Bahnhof Rheine abgewickelt. Da das Einfahren der Züge aus Osnabrück in das Gleis nach Spelle nicht ohne großen Rangieraufwand möglich ist, müssen die Züge zunächst bis nach Salzbergen durchfahren und hier wenden. Nach dem erneuten Erreichen des Bahnhofs Rheine wird die Fahrtrichtung erneut geändert, um in das Gleis in Richtung Spelle zu gelangen. Ein Rangieren im Bahnhof Rheine wäre theoretisch auch möglich, jedoch würde die mehrmalige Sägezahnfahrt fast den gesamten Betrieb des Personenbahnhofs für die Zeit des Rangierens zum Erliegen bringen.
Seit der Wiederinbetriebnahme des Gleises 8 für den Personenverkehr (RE 7 Rhein-Münsterland-Express) im Bahnhof Rheine ist der Nutzungszeitraum für den Güterverkehr in Richtung Spelle stark begrenzt und kann vorwiegend nur in den Tagesrandzeiten durchgeführt werden.
Am 26. Mai 2020 wurde die Brücke der Tecklenburger Nordbahn über dem Dortmund-Ems-Kanal bei Rheine-Kanalhafen durch ein Binnenschiff gerammt. Der Sachschaden am Führerhaus des Schiffs, welches erheblich beschädigt wurde, betrug 35.000 €. Wenige Tage zuvor wurde ebenfalls am Dortmund-Ems-Kanal die Kunkemühlenbrücke in Emsbüren durch ein Schiff zum Einsturz gebracht.

## Sonderverkehre
Alljährlich befährt am Pfingstmontag der „Pingel-Anton“, eine Dampflokomotive des Förderverein Eisenbahn-Tradition, die Strecke Osnabrück – Mettingen der Tecklenburger Nordbahn.

## Angestrebte Reaktivierung im SPNV
1999 wurde, um dem Personennahverkehr gerecht zu werden, eine Schnellbuslinie zwischen Recke und Osnabrück eingerichtet, die die historischen Gemeinden Mettingen und Westerkappeln entlang der Bahnlinie bedient. Die Fahrgastzahlen liegen bei rund 1.250 Personen pro Tag (2015) beim Schnellbus S10 sowie bei mehr als 2000 Personen (2006) auf der Linie R16 von Westerkappeln nach Osnabrück.
Aufgrund dieser steigenden Fahrgastzahlen wurden seit dem Jahr 2003 Stimmen in der Politik laut, die Bahnstrecke für den Personenverkehr wiederzueröffnen. Ein entsprechend in Auftrag gegebenes Gutachten kam zu dem Ergebnis, dass eine Reaktivierung empfehlenswert sei. Bei der vorgeschlagenen Bedienung der Strecke im 30-Minuten-Takt bei gleichzeitiger Ersetzung der Schnellbuslinie durch einzelne lokale Zubringerlinien kam das Gutachten auf veranschlagte 5.600 Fahrgäste pro Tag. Entsprechend dem Ergebnis einer standardisierten Bewertung wird ein wirtschaftliches Nutzen-Kosten-Verhältnis von 1,12 angenommen.
Im NWL-Nahverkehrsplan (Oktober 2011) ist die Wiederinbetriebnahme als moderne Regionalbahn von Osnabrück nach Recke im 30-Minuten-Takt vorgesehen. Statt zwei, jeweils stündlich bedienten Haltepunkten in Espel und Schlickelde soll eine Station Schlickelde-Espel mit P+R-Platz errichtet werden, die halbstündlich bedient wird.
In der Verbandsversammlung des Zweckverbands Nahverkehr Westfalen-Lippe (NWL) im Dezember 2019 sollte der Beschluss gefasst werden, zusammen mit der Landesnahverkehrsgesellschaft Niedersachsen (LNVG), für die Reaktivierung der Tecklenburger Nordbahn die Planungen der Leistungsphasen 1 bis 4 durchzuführen. Bis Januar 2020 sollte eine abschließende Kostenberechnung fertiggestellt werden. Anschließend wurde eine standardisierte Bewertung durchgeführt, mit der der volkswirtschaftliche Nutzen des Projektes ermittelt wurde. Die Bewertung wurde im Juni 2021 fertiggestellt und ist Grundlage dafür, dass die Maßnahme in den ÖPNV-Bedarfsplan des Landes Nordrhein-Westfalen aufgenommen werden kann und durch das Land gefördert werden kann. NWL und LNVG haben sich darauf verständigt, länderübergreifend einen Halbstundentakt in der Relation Recke – Osnabrück nach Ertüchtigung der Infrastruktur zu bestellen und gemeinsam mit der Planungsgesellschaft Nahverkehr Osnabrück (PlaNOS) ein abgestimmtes Busangebot zu entwickeln.
Am 25. Mai 2020 hat der Zweckverband Schienenpersonennahverkehr Münsterland (ZVM) in seiner Verbandsversammlung beschlossen, eine Machbarkeitsstudie zur Reaktivierung des Schienenpersonennahverkehrs im Abschnitt Recke – Rheine in Auftrag zu geben. Im Juni 2021 wurden die Ergebnisse der standardisierten Bewertung bekanntgegeben. Mit 1,6 war dieses Ergebnis deutlich positiv zugunsten einer Reaktivierung, wobei ein Mindestwert von über 1,0 gefordert wird.
Die Reaktivierung der Strecke Osnabrück–Recke ist bis 2028 geplant, die Planfeststellung bis 2024[veraltet].

## Streckenverlauf

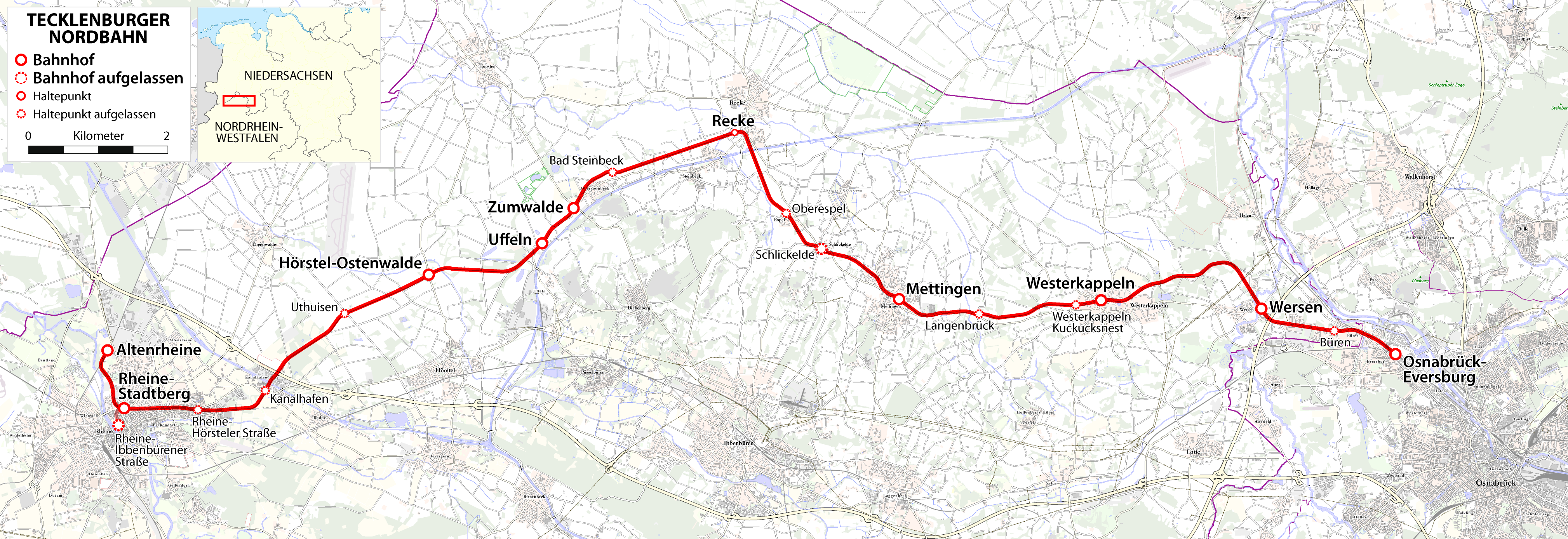

Während bis 1989 die Tecklenburger Nordbahn im Bahnhof Eversburg endete, ist seit der Aufhebung der Parallelführung der Gleise der Endpunkt ungefähr einen Kilometer weiter in Richtung Rheine. Hier zweigt die Tecklenburger Nordbahn aus der Bahnstrecke Osnabrück-Oldenburg ab. Durch eine Schutzweiche ist der Abzweig gegen eine Flankenfahrt abgesichert. In Büren befindet sich ein nicht mehr bedientes Industriestammgleis. Es folgt der Bahnhof Wersen und die Querung der Düte. Durch den Gabelin erreicht die Nordbahn den Bahnhof Westerkappeln. An der Gaststätte Westerkappeln-Kuckucksnest befindet sich ein Bedarfshaltepunkt. Zwischen Westerkappeln und Mettingen befindet sich der ehemalige Haltepunkt Langenbrück.
Die Bahnstrecke führt in Mettingen am Werksgelände von Coppenrath & Wiese vorbei zum Bahnhof Mettingen. Nach dem Verlassen des Ortszentrums folgen die Haltepunkte Schlickelde und Oberespel, bevor der Mittellandkanal über eine Brücke überquert wird. Hinter der Brückenrampe befindet sich der Bahnhof Recke. Im weiteren Verlauf folgen der Haltepunkt Bad Steinbeck, der Bahnhof Zumwalde und der Haltepunkt Uffeln. 

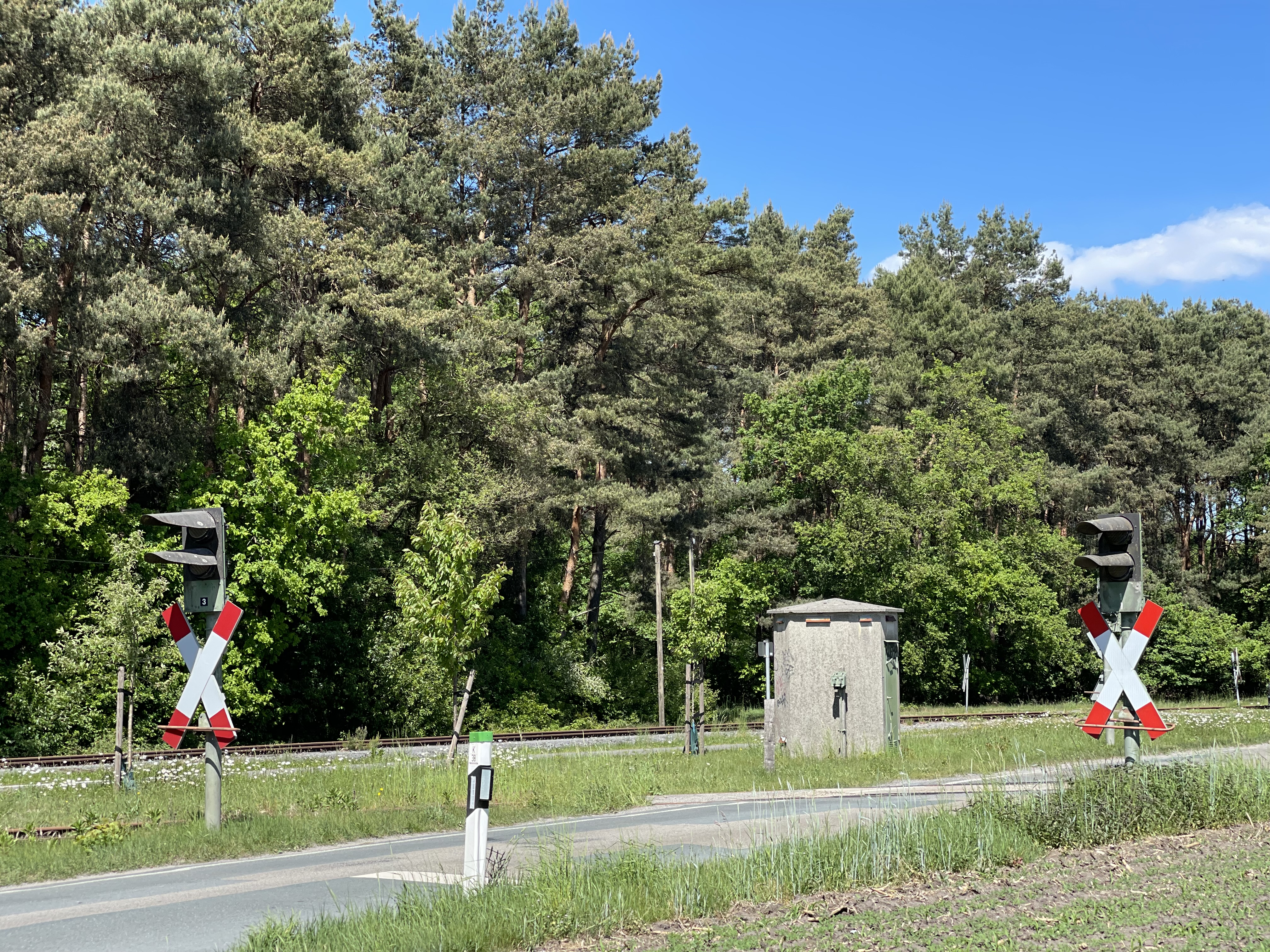
Bahnübergang in Uffeln, hinten das Gleis der Tecklenburger Nordbahn und vorne das Uffelner Industriegleis. (2025)

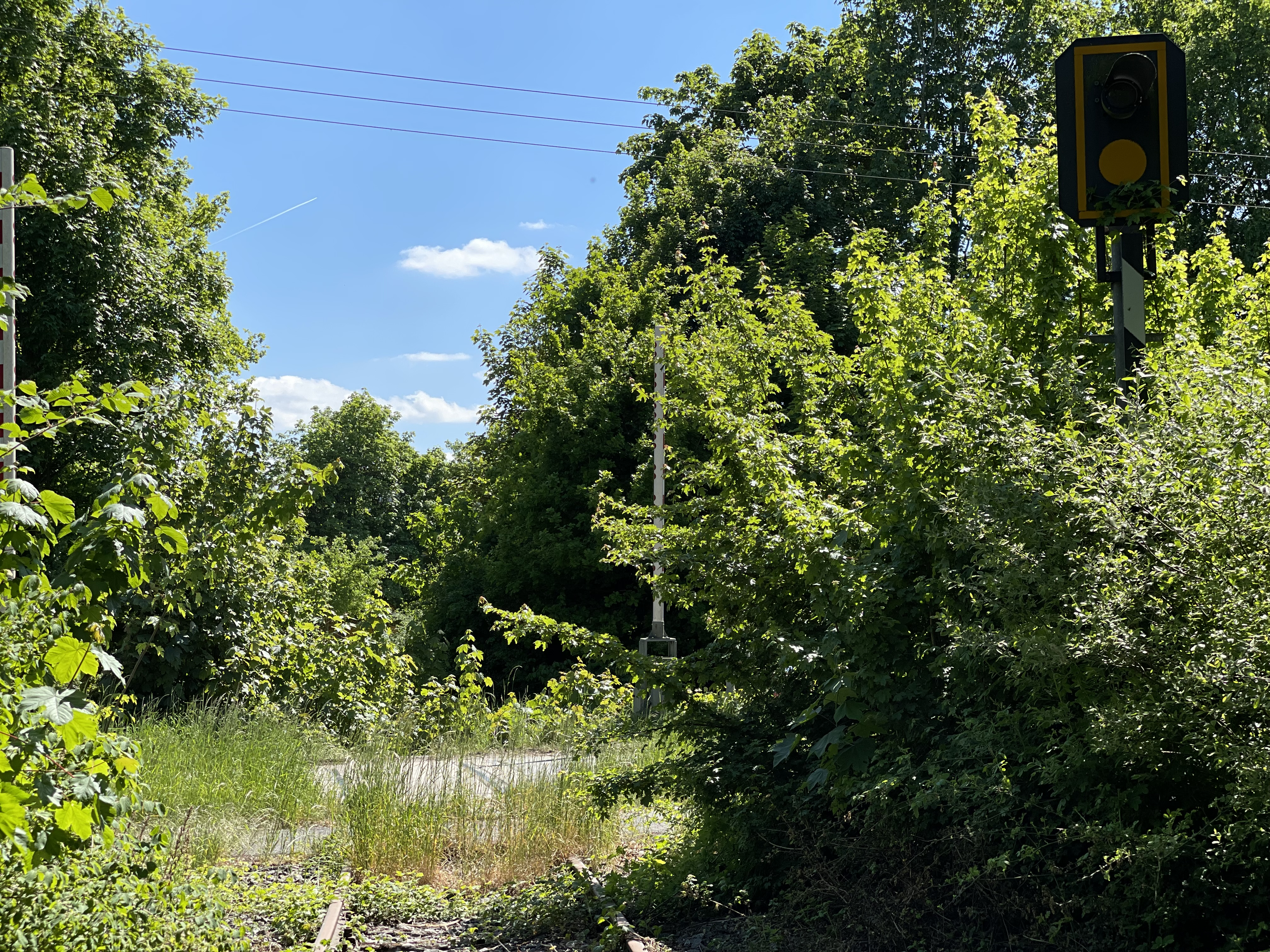
Das Uffelner Industriegleis ist mittlerweile so zugewuchert, dass abschnittsweise keine Zugfahrten mehr möglich wären. (2025)

In Uffeln zweigt ein Gleis zum Industriegebiet am Mittellandkanal ab. Gleise führen hier zum Fiege-Megacenter und der Chemischen Fabrik Angus sowie an eine Mole. Es folgen der Bahnhof Ostenwalde und der Haltepunkt Uthuisen. 

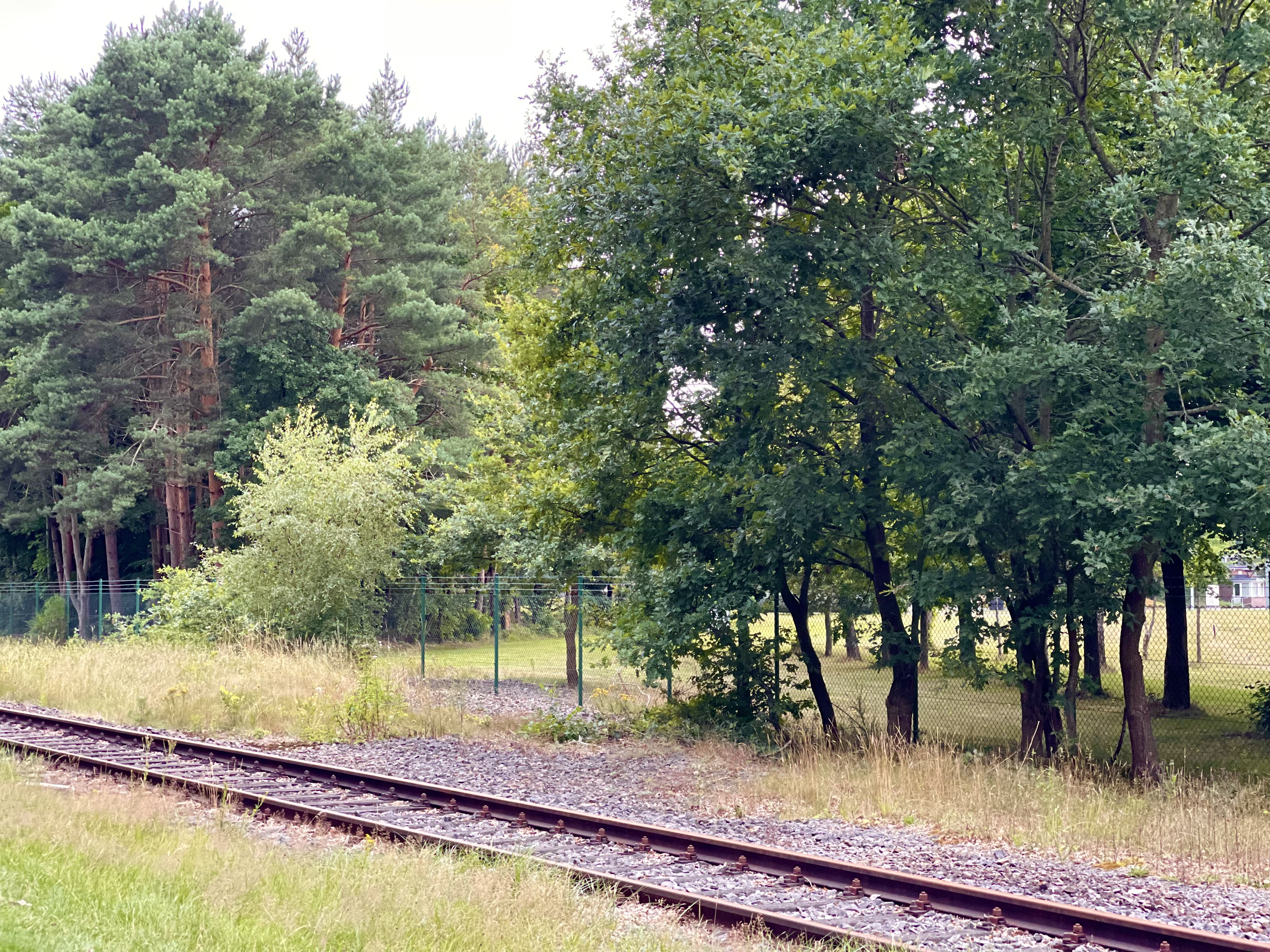
Durch das noch vorhandene Schotterbett kann man noch gut erkennen, wo sich einmal der Gleisanschluss zum Bundeswehr-Depot befand. (2025)

Am Kanalhafen in Rheine bestanden Anschlussgleise an das Bundeswehr-Materialdepot sowie an mehrere Firmen.

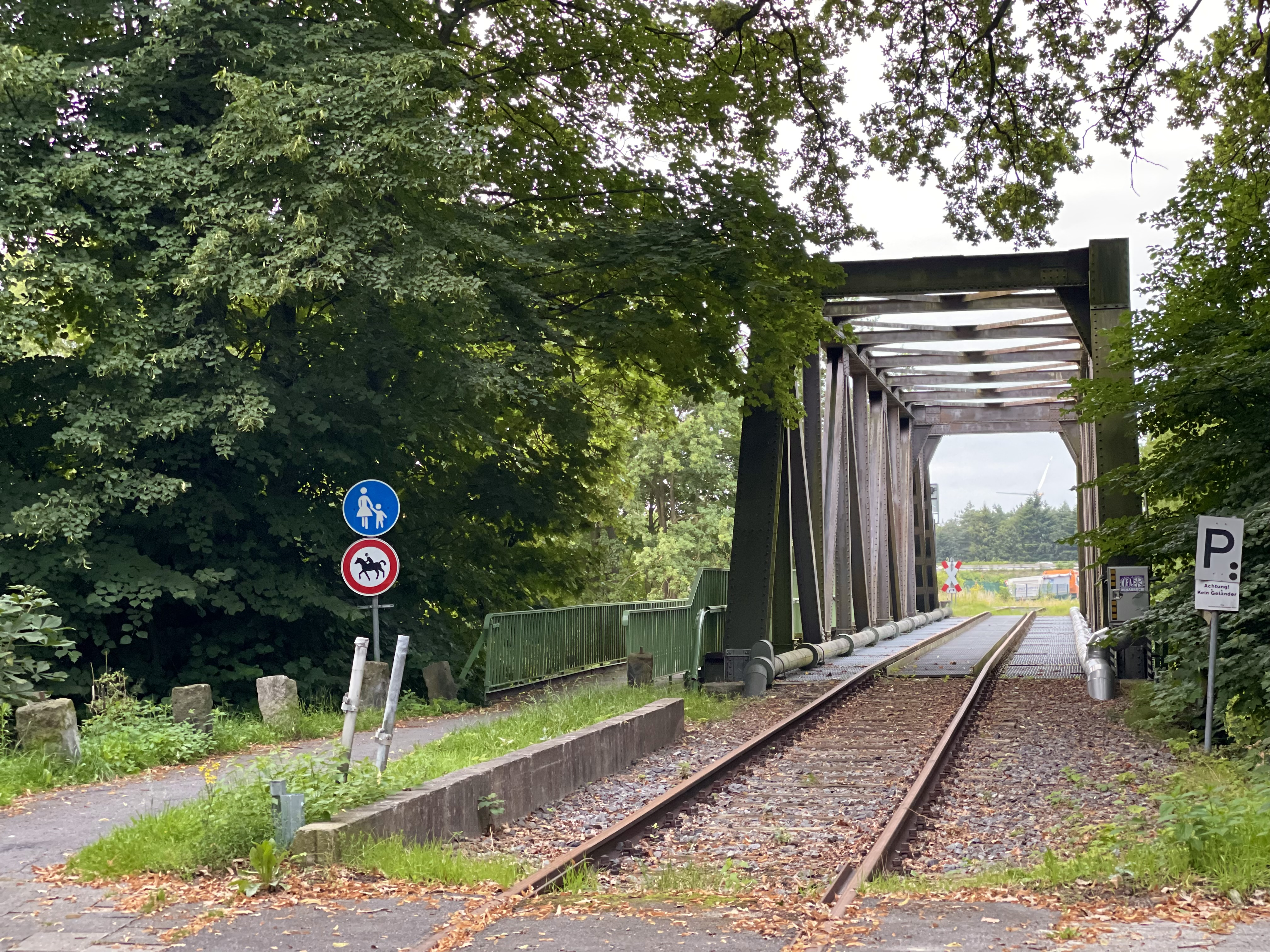
Der Bahnsteig des ehemaligen Haltepunkts Rheine-Kanalhafen, welcher unmittelbar vor der Kanalbrücke links liegt. (2025)

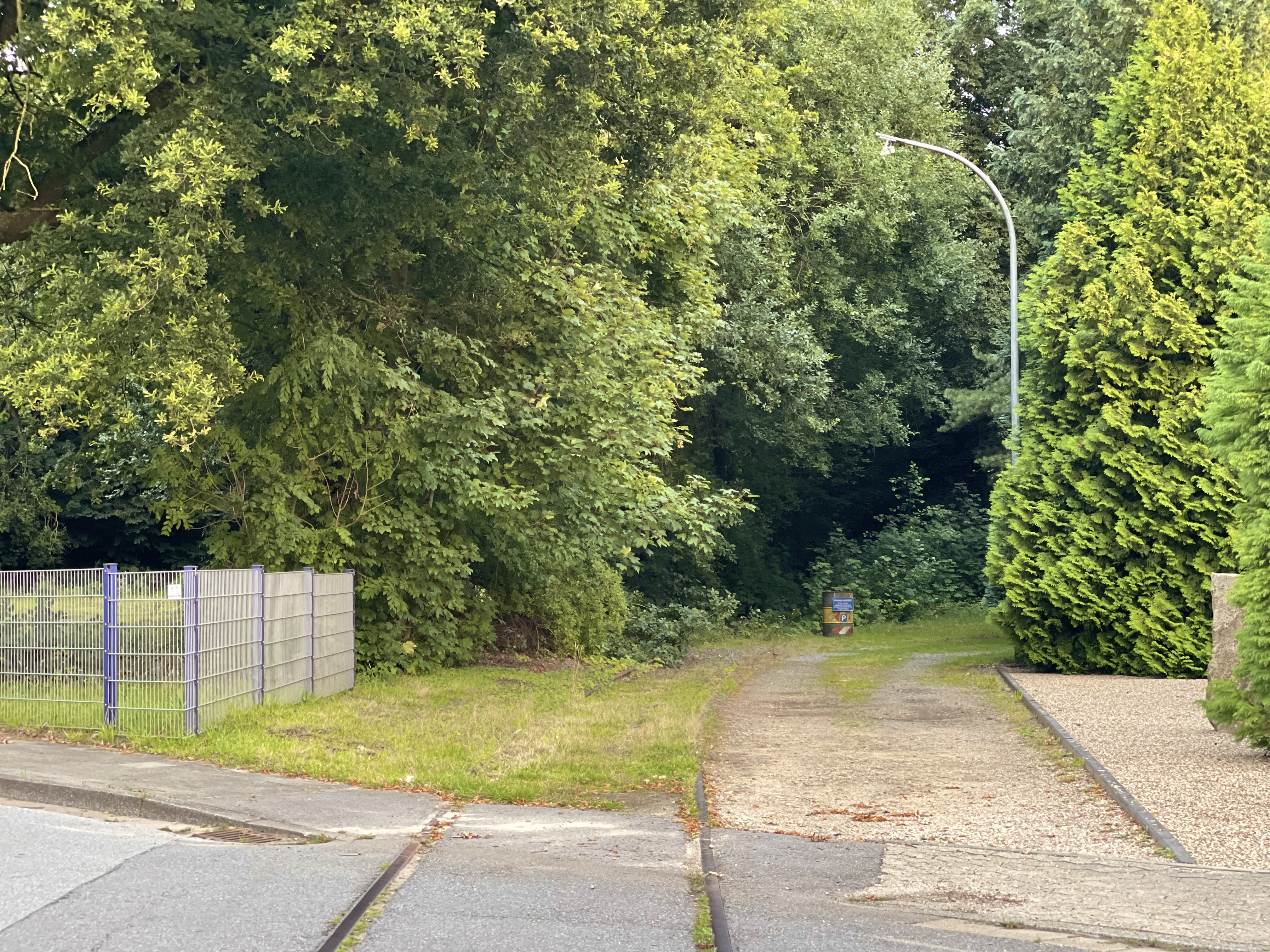
Der Gleisanschluss von der Tecklenburger Nordbahn zum Kanalhafen in Rheine ist mittlerweile so zugewachsen, dass er teilweise gar nicht mehr erkennbar ist. (2025)

Nach der Querung des Dortmund-Ems-Kanals zweigt ein Gleis zum Kanalhafen ab. Hier befand sich auch ein Haltepunkt. An der „Windmühlenstraße“ befand sich der ehemalige Haltepunkt „Hues Eck“. Am „Am Kleinbahnhofe“ in Rheine befindet sich eine Betriebsstelle der Tecklenburger Nordbahn.
Im weiteren Verlauf zieht sich die Bahn durch Rheine rechts der Ems. Am früheren Stadtbergbahnhof zweigte früher die Personenverkehrsstrecke zum Endpunkt „Ibbenbürener Straße“ ab. Die Tecklenburger Nordbahn endet im Rheiner Ortsteil Altenrheine. Früher mündete die Strecke in den gleichnamigen Bahnhof an der DB-Strecke Rheine–Quakenbrück, heute findet sich dort lediglich eine Abzweigweiche sowie zwei Abstellgleise an der Strecke der Nordbahn. Da diese von Süden her auf die DB-Strecke stößt, war und ist kein durchgehender Verkehr von der Tecklenburger Nordbahn in den DB-Bahnhof Rheine möglich, alle Züge müssen hierzu in Altenrheine die Fahrtrichtung ändern.

### Bahnhöfe und Haltepunkte

#### Eversburg

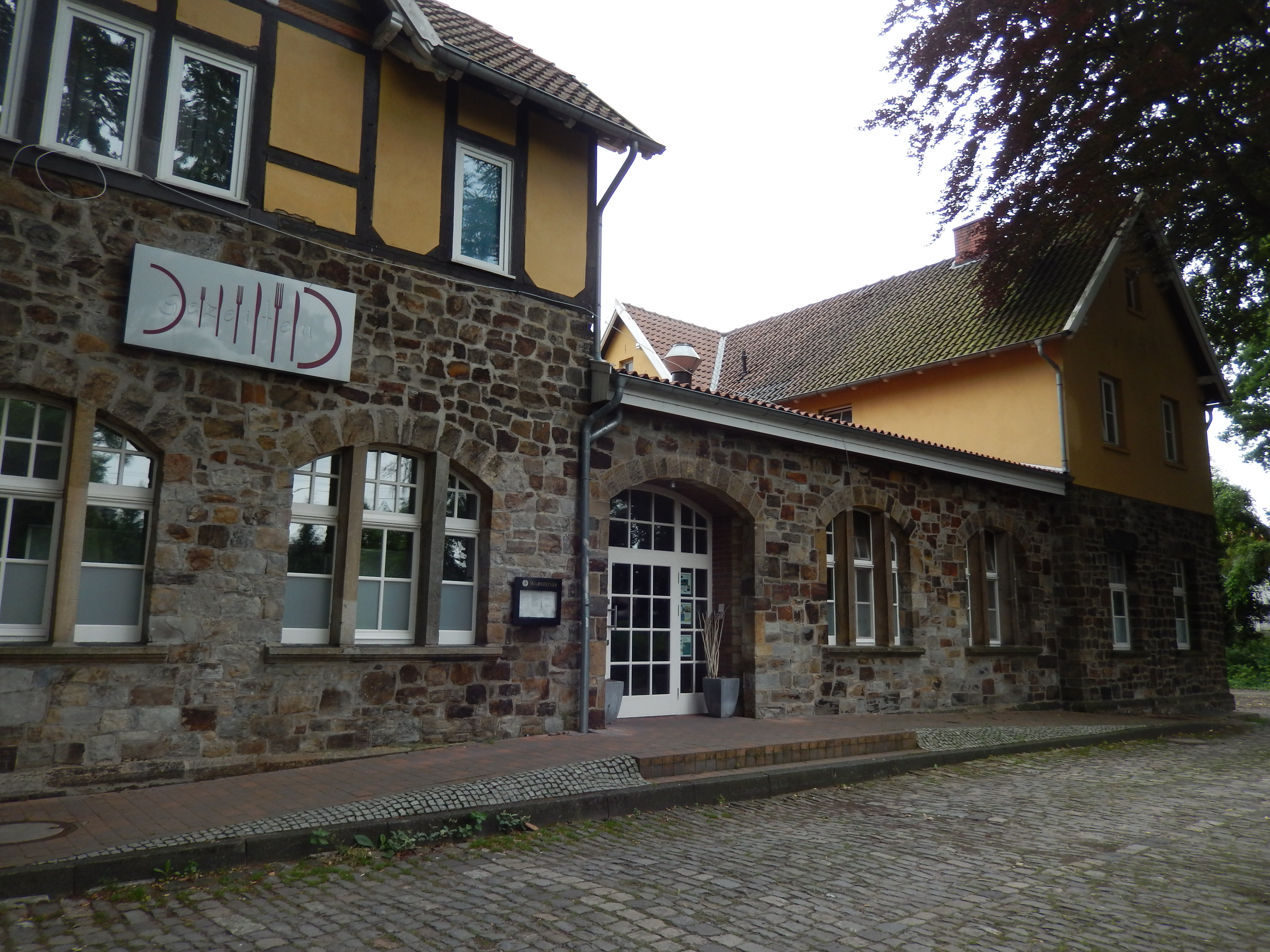
Bahnhofsgebäude in Eversburg

Der Bahnhof Eversburg war bis zur Rückverlegung der Abzweigsweiche der Beginn der Tecklenburger Nordbahn. Neben der Tecklenburger Nordbahn zweigen hier auch die Bahnstrecke nach Oldenburg sowie die Piesberger Zechenbahn ab.

#### Zumwalde

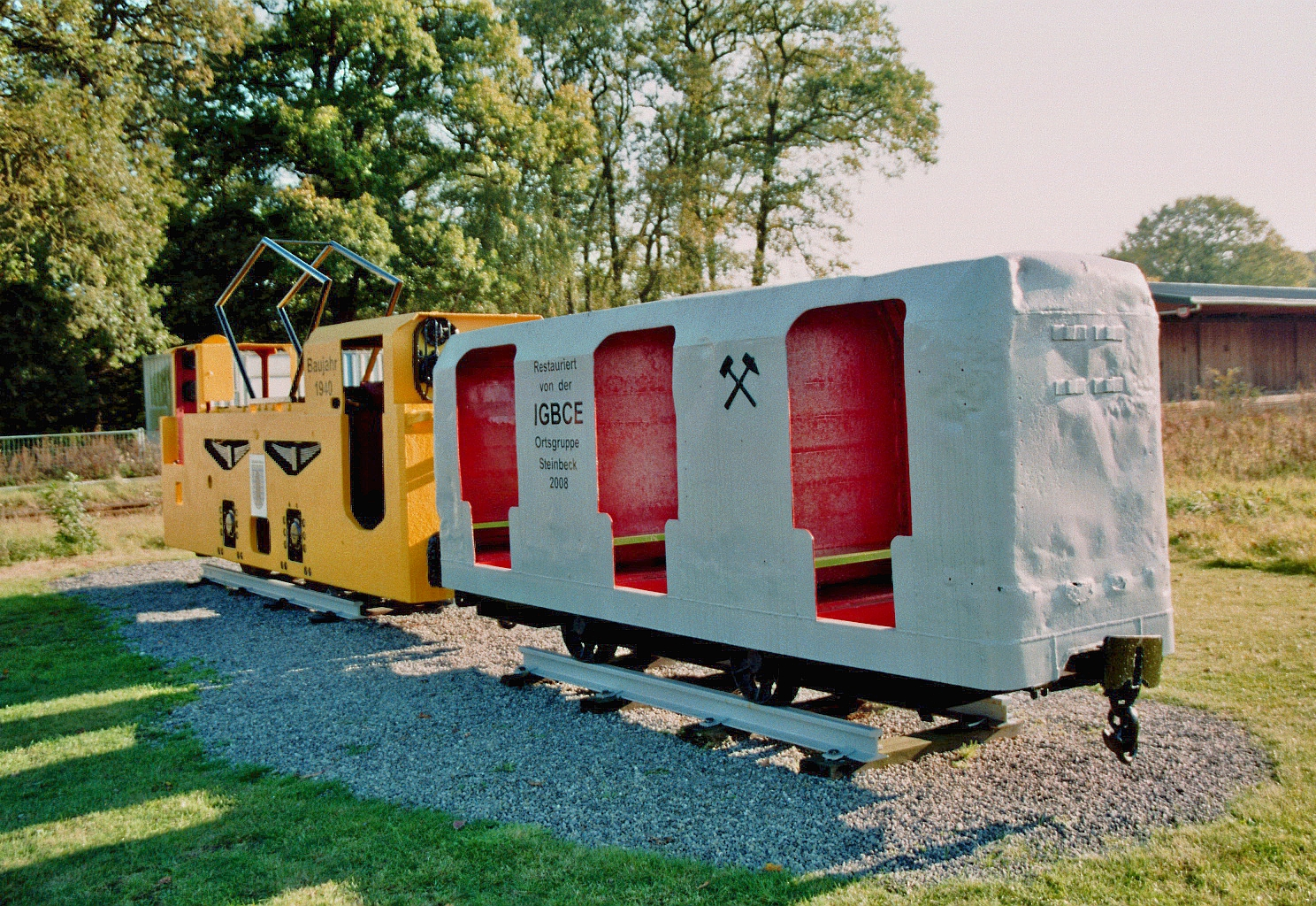
Denkmallok am Bahnhof Zumwalde

Der Bahnhof Zumwalde befindet sich im Recker Ortsteil Obersteinbeck. Benannt wurde der Bahnhof nach der benachbarten Gaststätte, welche lange Zeit als Bahnagentur diente. Neben einem Ausweichgleis existieren mehrere Güterschuppen im Bahnhof.
Der 1990 von der RVM an eine Privatperson verkaufte Güterschuppen an der Nordwestseite des Geländes wurde Anfang Mai 2008 wegen starker Baufälligkeit abgerissen.
Von der Steinbecker Ortsgruppe der IGBCE wurde eine Grubenlok des Bergwerks Ibbenbüren, sowie ein dazugehöriger Personenwagen an der Stelle des ehemaligen Güterschuppens aufgestellt.

#### Ostenwalde (Hörstel)

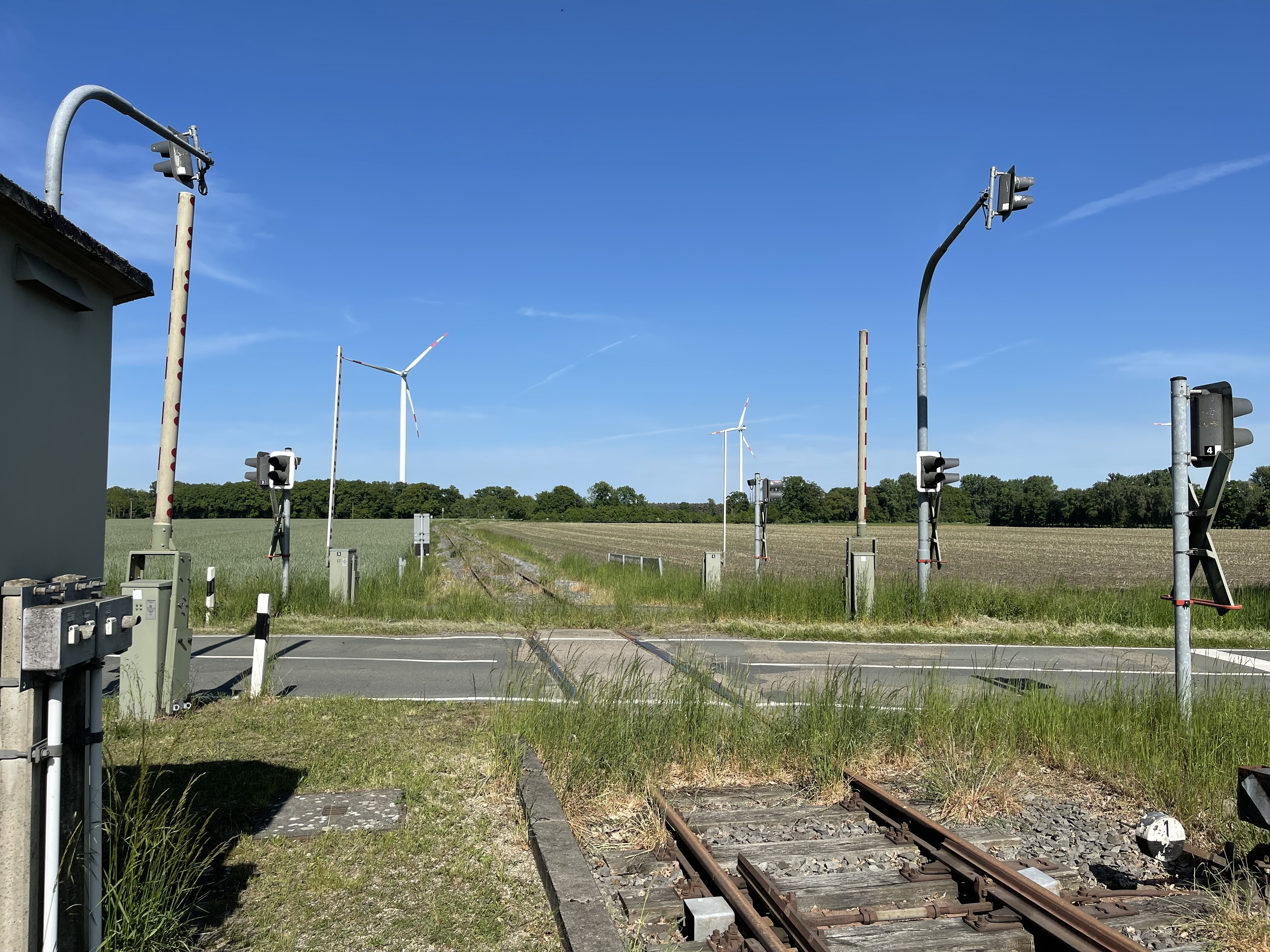
Der Bahnübergang am Bahnhof Ostenwalde, betrachtet vom Bahnsteig aus. (2025)

Im Bahnhof Ostenwalde bestand durch einen zweigleisigen Streckenabschnitt die Möglichkeit, Zugkreuzungen durchzuführen. Durch eine gesperrte Weiche hat das zweite Gleis allerdings seinen Nutzen verloren.

#### Uthuisen (Hörstel)

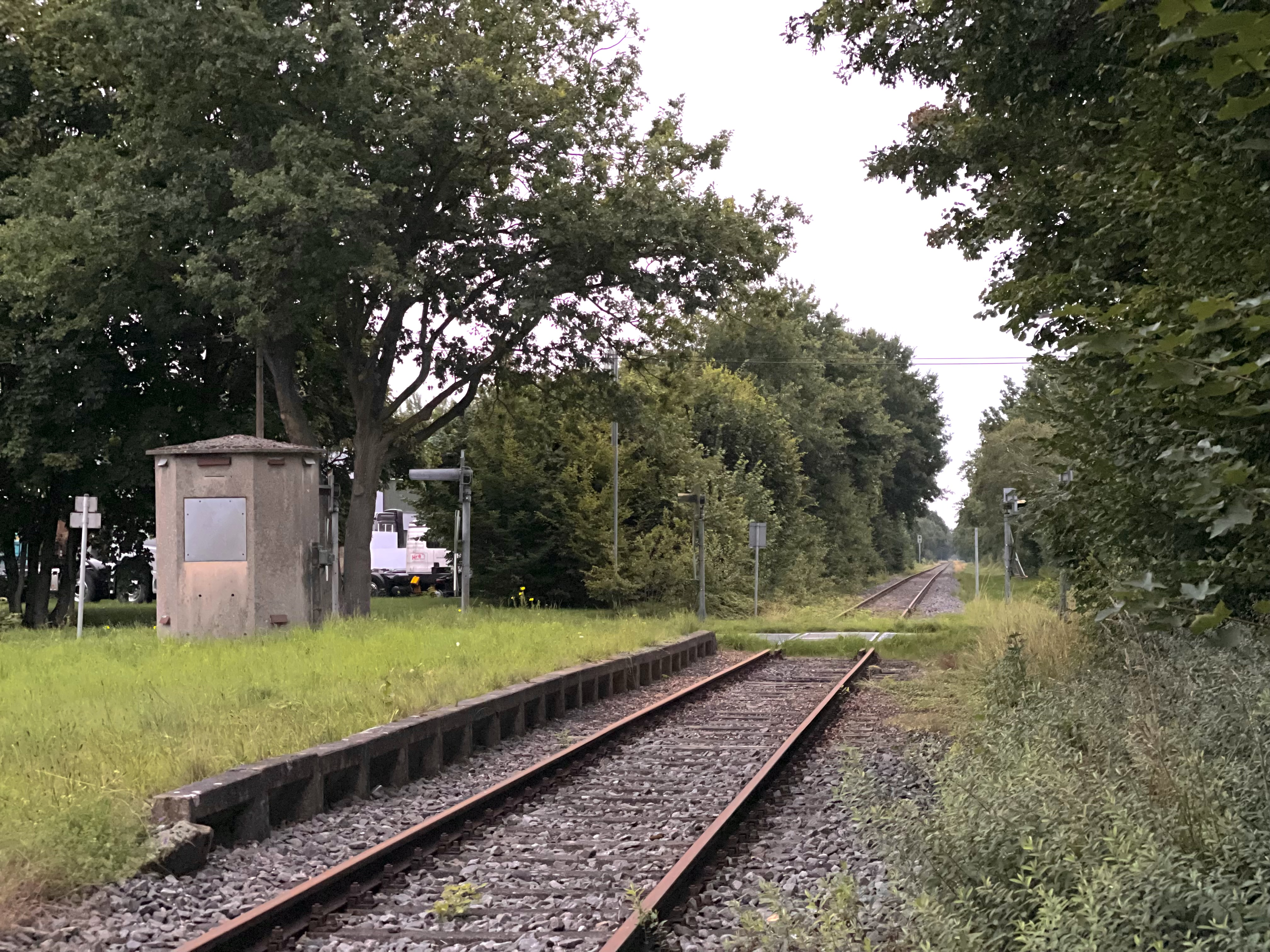
Der ehemalige Bahnsteig liegt direkt am Bahnübergang der Uthuiser Straße. (2025)

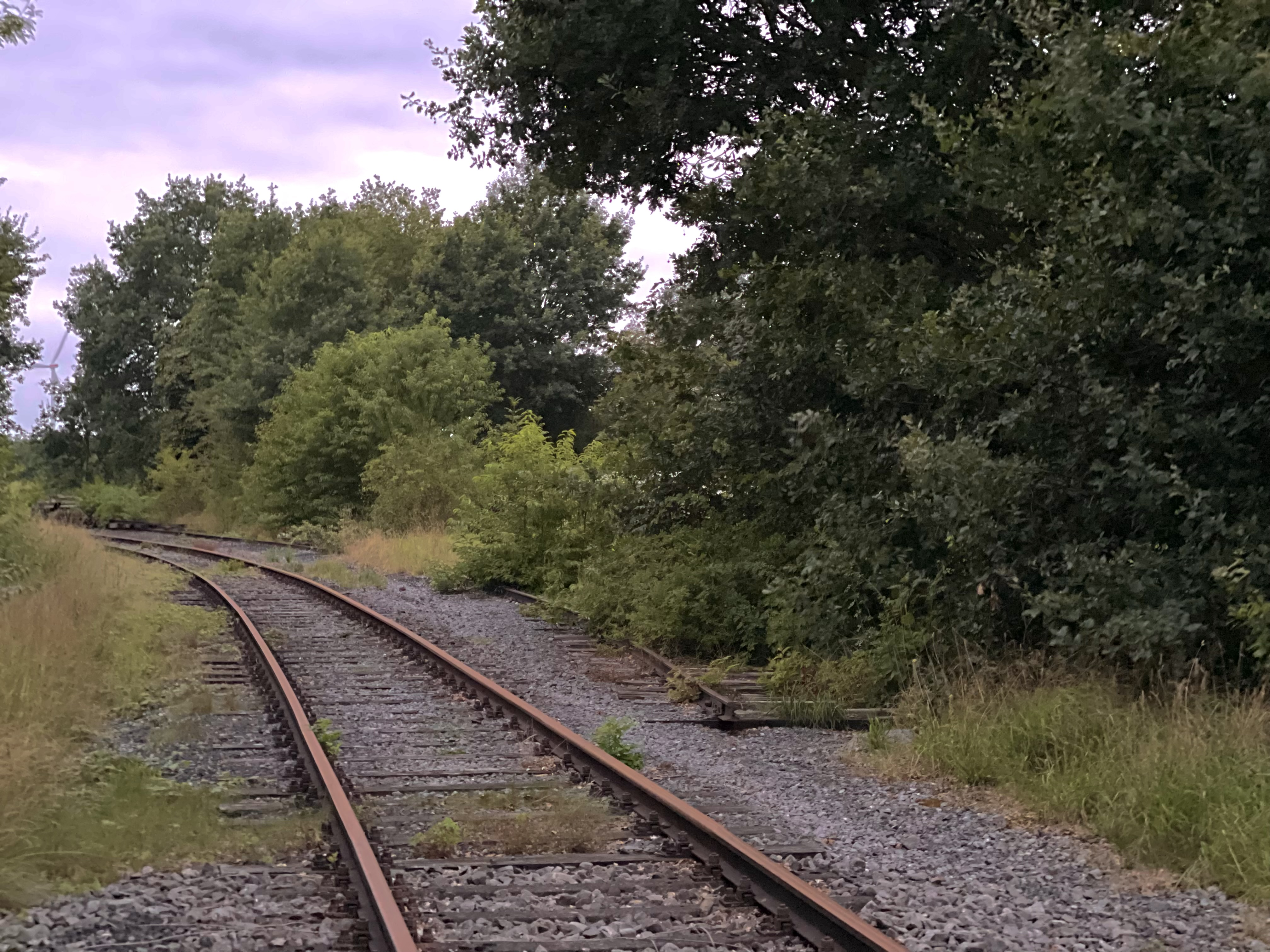
Links das Streckengleis der Tecklenburger Nordbahn, rechts das nicht mehr genutzte Abstellgleis. (2025)

In Uthuisen befand sich unmittelbar neben dem Haltepunkt ein Abstellgleis, welches jedoch durch entfernen der Weiche vom Rest der Strecke getrennt wurde.

## Fahrzeuge

### Schmalspur
Ein schmalspuriger Packwagen wurde 2016 aus einem Anbau des Bahnhofes Langenbrück geborgen und an einen Privatmann verkauft.

### Normalspur
Anlässlich der Umsprung wurden vier Dieseltriebwagen, TN VT1–4, beschafft. Einige Triebwagen gelangten nach dem Zweiten Weltkrieg zur Bahn. Beispiele hierfür sind der 1952–1963 eingesetzte T7 und der 1954 hinzugekommene T 103 der Oderbruchbahn, der als T8 bezeichnet und 1968 ausgemustert wurde.